# Il cavaliere oscuro - Il ritorno
Il cavaliere oscuro - Il ritorno (The Dark Knight Rises) è un film del 2012 co-scritto, diretto e co-prodotto da Christopher Nolan.
Basato sul personaggio di Batman di DC Comics, è il capitolo conclusivo della trilogia iniziata nel 2005 con Batman Begins e proseguita nel 2008 con Il cavaliere oscuro, entrambi diretti da Nolan e con protagonista Christian Bale.
Nolan ha tratto ispirazione dal fumetto Batman: La vendetta di Bane e dal successivo arco narrativo Batman: Knightfall del 1993, dalla serie Batman - Il ritorno del Cavaliere Oscuro e da Batman: Terra di nessuno del 1999. Le riprese hanno avuto luogo in città come Jodhpur, Londra, Nottingham, Glasgow, Los Angeles, New York, Newark, e Pittsburgh. Nolan ha utilizzato la tecnologia IMAX con cineprese 70 mm per gran parte delle riprese, compresi i primi sei minuti del film, per ottimizzare la qualità dell'immagine. Come per Il cavaliere oscuro, il film è stato preceduto da una grande campagna di marketing virale agli inizi della produzione.
L'American Film Institute ha inserito la pellicola tra i 10 migliori film usciti nel 2012.

## Trama
Otto anni dopo gli eventi de Il cavaliere oscuro, Gotham City gode di un periodo di pace. In seguito alla tragica morte del procuratore distrettuale Harvey Dent (divenuto all'insaputa della città il pericolosissimo criminale Due Facce), la criminalità organizzata è stata sradicata a Gotham da una legislazione, il Decreto Dent, che conferisce maggiori poteri alla polizia. Il commissario James Gordon si sente in colpa perché ha mantenuto segreta la follia omicida di Dent e ha permesso che la colpa dei suoi crimini ricadesse su Batman; scrive perciò un discorso per raccontare la verità alla popolazione di Gotham e comunicare di voler dare le proprie dimissioni, ma alla fine giunge alla conclusione che la gente non è ancora pronta per la verità. Bruce Wayne, ancora in lutto per la morte di Rachel Dawes, è diventato un recluso di Villa Wayne, ricostruita dopo gli eventi di Batman Begins.
Nel frattempo, lo spietato e fortissimo mercenario Bane, un ex membro della Setta delle Ombre, guida un attacco ad un aereo della CIA sopra l'Uzbekistan per rapire un fisico nucleare, il dottor Leonid Pavel, mentre un falso Pavel muore nello schianto. Poi Bane chiede all'uomo d'affari John Daggett di acquistare le impronte digitali di Wayne. La gatta ladra Selina Kyle ruba le impronte di Bruce di Villa Wayne per Daggett, ma lui la tradisce e lei allerta i poliziotti, che inseguono gli scagnozzi di Bane e Daggett nelle fogne mentre Selina fugge. Gli scagnozzi di Bane catturano Gordon e lo portano da Bane, il quale trova il foglio su cui è scritta la verità su Dent; Gordon, sebbene ferito, riesce a scappare e viene soccorso dall'agente di pattuglia John Blake a cui, mentre è ricoverato, affida il compito di indagare sui mercenari che lo avevano catturato: Blake decide di recarsi da Bruce Wayne e rivelargli che conosce il suo segreto. Da piccolo anche il giovane Blake era rimasto orfano in seguito a un omicidio, e aveva imparato a celare la rabbia e l'odio proprio come Bruce, nel quale riconobbe lo stesso sguardo ingannevole che mascherava la collera per la tragedia subita. Blake chiede al miliardario di tornare a essere Batman, così come fa il Commissario Gordon quando Bruce gli fa visita in incognito all'ospedale.
La Wayne Enterprises, l'azienda di famiglia di Bruce, sta attraversando un periodo di stallo economico dopo aver investito in un progetto per l'energia pulita, un reattore a fusione costato milioni di dollari e accantonato dall'erede dei Wayne, preoccupato dal suo potenziale distruttivo. Intanto Bane attacca la borsa valori di Gotham e usa le impronte digitali di Bruce per compiere una truffa milionaria ai danni delle Wayne Enterprises, lasciando Bruce in bancarotta. Dopo un inseguimento, Batman cattura gli uomini di Bane e salva gli ostaggi presi alla Borsa. Alfred Pennyworth, il fidato maggiordomo della famiglia Wayne, temendo di dover perdere l'uomo che ha amato come un figlio, si dimette nella speranza di salvarlo dopo aver ammesso di aver bruciato una lettera che Rachel gli aveva lasciato dicendo che avrebbe sposato Dent.
Scoppiato lo scandalo finanziario ai danni di Bruce, la sua preoccupazione è che Daggett possa avere accesso al reattore accantonato; pertanto decide di allearsi con Miranda Tate, nuova amministratrice delegata delle Wayne Enterprises, e affidarle il controllo dell'industria: in lei Bruce vede una speranza per il futuro della propria azienda e della città. Cosicché i due entrano in intimità e finiscono per passare la notte insieme alla Wayne Manor. Daggett, infuriato con Bane, viene barbaramente ucciso dal mercenario, che rivela di averlo sfruttato per i propri scopi. Indossate nuovamente le vesti di Batman, Bruce chiede a Selina di condurlo da Bane in cambio dello smacchiatore, un programma informatico in grado di cancellare l'identità di una persona da ogni banca dati del globo e che la ladra desidera per lasciarsi alle spalle la propria attuale vita e i relativi precedenti penali.
Selina accetta di portare Batman da Bane ma invece lo conduce in una trappola tesa da Bane sotto la Wayne Tower, intenzionato a rubare l'arsenale in disuso delle Wayne Enterprises, sapendo che Bruce è Batman. Durante lo scontro, Bane gongola di voler portare a termine la missione di Ra's al Ghul di distruggere Gotham City e poi paralizza Batman, danneggiandogli la colonna vertebrale con una violenta ginocchiata. Quindi Bruce viene portato in un'antica prigione sotterranea nel Medio Oriente, situata in un profondo pozzo dal quale è quasi impossibile risalire: Bruce ascolta impotente il piano di Bane finalizzato a ingannare la popolazione di Gotham con una finta rivoluzione per poi sterminarla; il criminale ha inoltre posizionato nel pozzo una televisione, in modo che il suo prigioniero assista alla distruzione di Gotham.
Bane torna nella metropoli, mentre un altro prigioniero racconta a Bruce che diversi anni prima l'unico detenuto riuscito a fuggire dal pozzo era stato un bambino, finito in quell'inferno per scontare la condanna del padre, il giovane Ra's al Ghul. Bruce ha una visione del suo vecchio mentore e si convince che l'innocente del pozzo, il figlio di Ra's al Ghul, altri non sia che Bane. Il prigioniero spiega a Bruce che la maschera indossata da Bane è un respiratore che allevia i fortissimi dolori che lo affliggono in seguito a una terribile forma di peste avvenuta nel carcere stesso. Selina prova invece a lasciare Gotham City, ma viene arrestata in aeroporto da Blake e rinchiusa nel penitenziario di Blackgate. Nel frattempo Bane intrappola le forze di polizia di Gotham sottoterra, attivando degli esplosivi che ha disseminato per la città, la quale viene isolata completamente dal resto del mondo tramite la demolizione dei ponti e dei tunnel. Interrompendo brutalmente una partita di football dei Gotham Rogues, Bane comunica ai cittadini che ogni tentativo di lasciare la città causerà la detonazione del nucleo di fusione del reattore, ora convertito in una bomba a neutroni; il mercenario rivela alla popolazione di Gotham l'insabbiamento dei crimini compiuti da Dent e libera i prigionieri di Blackgate, dichiarando la legge marziale e dando il via a una rivoluzione sociale facendo prendere il potere ai criminali considerati "oppressi", mentre i borghesi e i cittadini facoltosi sono portati al cospetto di un tribunale presieduto dal dottor Jonathan Crane, che li condanna crudelmente a morte o all'esilio (in realtà una prova di sopravvivenza) senza un vero processo, prove e avvocati.
Dopo cinque mesi, Bruce rimette in sesto fisico e mente e, dopo vari tentativi, fugge dal pozzo grazie alla spinta spirituale della paura, libera i prigionieri e torna a Gotham. Arruola Selina, Blake, Miranda, Gordon e Lucius Fox, e, nei panni di Batman, libera i poliziotti intrappolati nelle gallerie per sferrare un assalto totale all'esercito di Bane per le strade. Durante la battaglia, Batman ha la meglio su Bane, danneggiandogli la maschera respiratoria, e cerca di costringerlo a rivelargli dov'è l'innesco, ma Miranda accoltella Batman, rivelandosi come Talia al Ghul, la figlia di Ra's al Ghul. Talia era l'innocente che riuscì ad arrampicarsi fuori del pozzo, per poi tornarvi con il padre e la Setta delle Ombre per salvare Bane, l'unica persona che l'aveva aiutata nel periodo di detenzione. Ora ha intenzione di vendicare il padre compiendo la sua missione genocida. Fortunatamente, prima che Talia possa attivare il detonatore, Gordon riesce a disinnescarlo, obbligando la donna a lasciare Batman e Bane per impedire personalmente che il reattore sia recuperato e stabilizzato. In procinto di dare a Batman il colpo di grazia, Bane viene ucciso da Selina con il Batpod.
A bordo del Batwing, Batman parte all'inseguimento di Talia che, dopo una disastrosa caduta, rimane mortalmente ferita. Prima di spirare, la donna attiva l'allagamento d'emergenza della camera di fusione, danneggiandola completamente e rendendo vano qualsiasi tentativo di riportarvi il nucleo e stabilizzarlo. Senza alcun modo per fermare la detonazione, Batman decide di portare oltre la baia di Gotham l'ordigno tramite il Batwing, confidando a Selina che il pilota automatico non è funzionante e rivelando quindi la natura suicida della sua azione. Gordon, prima che parta, gli chiede per la prima volta di rivelare alla città il nome dell'uomo che la salverà, sacrificando la vita, domanda a cui il Cavaliere Oscuro risponde:
(Bruce Wayne rivolto a James Gordon)
Gordon comprende così chi è il cavaliere oscuro, ricordandosi di aver posato sulle spalle del piccolo Bruce Wayne il cappotto del padre, la notte in cui questi fu ucciso insieme alla moglie. Agganciata la bomba al Batwing, Batman la trascina molto oltre la baia, dove l'esplosione avviene in sicurezza.
La morte di Batman viene rivelata a tutti i cittadini nel corso di una cerimonia pubblica, dove una statua viene eretta per perpetuarne la memoria e l'esempio, mentre Bruce Wayne viene dato per morto. Gli arredamenti di Villa Wayne vengono venduti per coprire i debiti, mentre la villa diventa un orfanotrofio e il resto del patrimonio viene ereditato da Alfred. Gordon trova il Bat-segnale riparato, mentre Lucius Fox scopre che Bruce aveva già corretto il pilota automatico del Batwing. Blake, il cui nome legale viene rivelato come Robin, si dimette dalla polizia e riceve una mappa lasciatagli da Bruce che lo porta alla Batcaverna: in assenza di Batman, sarà lui a proseguire la lotta contro il crimine. Alfred, seduto a un caffè di Firenze, scopre che Bruce è vivo e ha felicemente una relazione con Selina, e si riconoscono silenziosamente prima di separarsi.

## Personaggi

### Personaggi principali
Michael Caine, Gary Oldman e Morgan Freeman riprendono il loro ruolo rispettivamente come Alfred Pennyworth, James Gordon e Lucius Fox. Tra i nuovi personaggi ci sono Selina Kyle (interpretata da Anne Hathaway) e Bane (interpretato da Tom Hardy).
- Bruce Wayne / Batman, interpretato da Christian Bale, doppiato in italiano da Claudio Santamaria.[3]
Il miliardario rampollo della famiglia Wayne e vigilante mascherato. Ritiratosi dalle scene da otto anni, è costretto a indossare nuovamente il costume del Cavaliere Oscuro per salvare la città dagli attacchi terroristici di Bane. Nolan ha dichiarato che, visti gli anni trascorsi, è un vecchio Bruce Wayne e non è in un grande stato.[4] Bale ha utilizzato una disciplina di arti marziali chiamato metodo di combattimento Keysi, modificato per lo stato attuale di Bruce e per lo stile di Bane.[5] L'attore ha dichiarato che Il cavaliere oscuro - Il ritorno sarà il suo ultimo film nei panni di Batman.[6] Bale ha riconosciuto che Batman "non è un individuo salutare, si tratta di qualcuno che sta facendo del bene, ma sull'orlo di fare del male".[7] Bale chiarisce che "lui non vuole dimenticare [la morte dei suoi genitori]. Vuole mantenere quella rabbia che provava in quell'ingiustizia". Sul dover lasciare Batman, Bale ha dei sentimenti contrastanti dicendo che è come "dire addio ad un vecchio amico".[8]
- Alfred Pennyworth, interpretato da Michael Caine, doppiato in italiano da Dario Penne.[9][3]
Il maggiordomo di casa Wayne e fidato confidente di Bruce, cui fa da figura paterna, non vuole accettare il desiderio di Bruce di ritornare a vestire i panni del Cavaliere Oscuro. Nolan ha sottolineato il legame emotivo tra Alfred e Bruce, e ha specificato che il rapporto tra i due sarà teso come mai prima d'ora.[5] Caine, ingaggiato già dall'ottobre 2007,[10] giunge qui alla sua quinta collaborazione con Christopher Nolan (dopo Batman Begins, The Prestige, Il cavaliere oscuro e Inception).
- James Gordon, interpretato da Gary Oldman, doppiato in italiano da Angelo Maggi.[9][3]
Il commissario della polizia di Gotham City è uno dei pochi agenti onesti della città. Oldman ha descritto che il lavoro del personaggio di ripulire la città l'ha un po' stancato,[11] paragonando Gordon a un soldato che coglie al volo l'opportunità di essere in prima linea.[5] La sua vita ha preso una svolta negativa dal momento che la moglie lo ha lasciato e ha portato con sé i figli, e il sindaco sta progettando di licenziarlo. Gordon si sente in colpa per quanto, cerca di coprire i crimini di Harvey Dent e si prepara a dimettersi dal suo incarico di commissario, fin quando a Gotham non sorge un nuovo pericolo.
- Selina Kyle, interpretata da Anne Hathaway, doppiata in italiano da Domitilla D'Amico.[3][12][13]
Una ladra professionista, truffatrice, e femme fatale che indossa un costume da donna gatto e che stabilisce un giocoso, seducente rapporto con Bruce che "prende un po' di tristezza dal suo personaggio". All'audizione, Anne Hathaway non sapeva per quale ruolo fosse stata presa in considerazione.[14] Hathaway ha descritto il ruolo come il più faticoso che avesse mai interpretato, e si è sottoposta ad un allenamento fisico con esercizi per acrobazie e sessioni di danza.[15][16][17] La fonte d'ispirazione per il suo personaggio è stata Hedy Lamarr.[18]
- Bane, interpretato da Tom Hardy, doppiato in italiano da Filippo Timi.[12][3]
Un misterioso mercenario cresciuto in una prigione e successivamente liberato e addestrato da Ra's al Ghul nella Setta delle Ombre, dalla quale è stato poi cacciato per i suoi metodi troppo estremi. Venuto a sapere della morte di Ra's per mano di Bruce Wayne riunisce quello che resta della vecchia setta e ne prende il comando aiutato dalla figlia dello stesso Ra's, Talia al Ghul. Il personaggio è stato scelto da Christopher Nolan per il suo desiderio di vedere Batman venire messo alla prova sia a livello fisico che mentale.[4][19] Secondo la costumista Lindy Hemming, il personaggio indossa una maschera che gli fornisce un gas analgesico per alleviare il dolore di cui soffre in seguito a delle lesioni subite tempo prima.[4] Lo scopo di Hardy era quello di rendere il personaggio "più minaccioso" rispetto alla versione interpretata da Robert Swenson in Batman & Robin di Joel Schumacher. Hardy ha guadagnato 14 kg per il ruolo,[20] raggiungendo un peso di 90 kg.[20] Per creare la voce di Bane, Hardy ha avuto diverse influenze come Bartley Gorman. L'attore ha voluto rendere onore all'intelletto del personaggio e alle sue origini a Santa Prisca.[21] Bane sostiene che i nemici della sua rivoluzione sono i ricchi e corrotti che, secondo lui, stanno opprimendo "il popolo". Il teorico politico e critico culturale Slavoj Žižek vede Bane come un combattente dell'"ingiustizia strutturale", mentre lo paragona ad un moderno Che Guevara che è guidato alla violenza da un senso d'amore.[22]
- Miranda Tate / Talia al Ghul, interpretata da Marion Cotillard, doppiata in italiano da Claudia Catani.[3]
Nuovo membro del consiglio di amministrazione della Wayne Enterprises, che incoraggia Bruce a ricongiungersi con la società per continuare ciò che aveva iniziato il padre, ma che si scoprirà essere la figlia di Ra's al Ghul, Talia, e la mente dietro le azioni di Bane.[23] Joey King interpreta una giovane versione di Talia.[24][25]
- Robin John Blake, interpretato da Joseph Gordon-Levitt, doppiato in italiano da Andrea Mete.[3]
Un giovane poliziotto di quartiere di Gotham City, il cui istinto lo porta a credere che ci sono problemi all'orizzonte. È promosso detective dal commissario Gordon quando questo ha visto qualcosa di sé dentro il giovane.[23] Blake rappresenta l'idealismo che Gordon e Bruce Wayne una volta avevano, ma che hanno perso nella loro battaglia alla criminalità.[5] Il film rivela che il suo nome legale è Robin John Blake, un omaggio alla spalla di Batman nei fumetti, Robin.[26]
- Lucius Fox, interpretato da Morgan Freeman, doppiato in italiano da Ugo Maria Morosi.[9][3]
L'amministratore delegato e poi presidente esecutivo della Wayne Enterprises, gestisce la società per conto di Bruce. Dopo molto tempo d'assenza, ritorna a fornire Batman delle attrezzature e armi ad alta tecnologia, fin quando la Wayne Enterprises non inizia a perdere denaro.

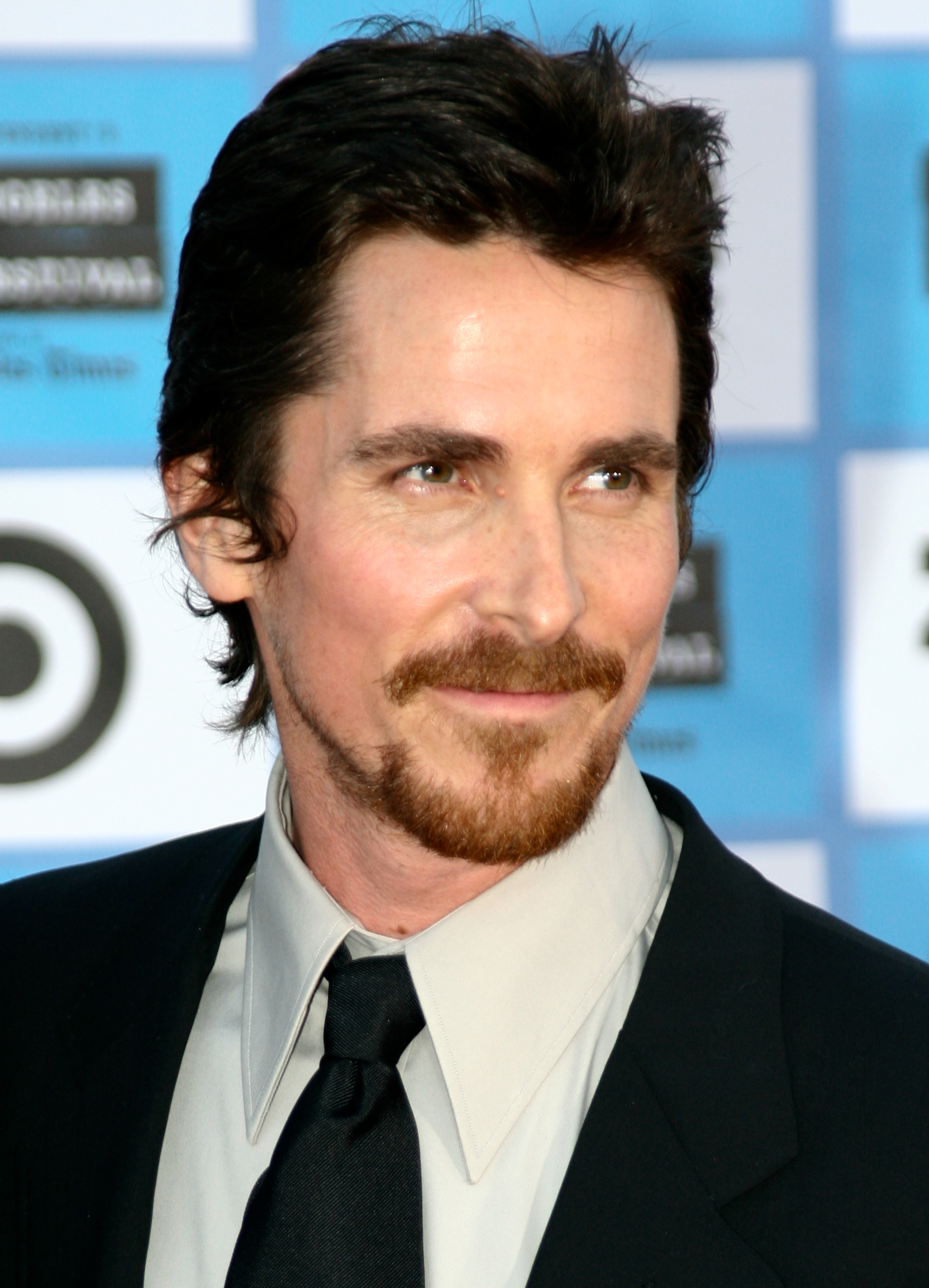
Christian Bale, interprete di Batman
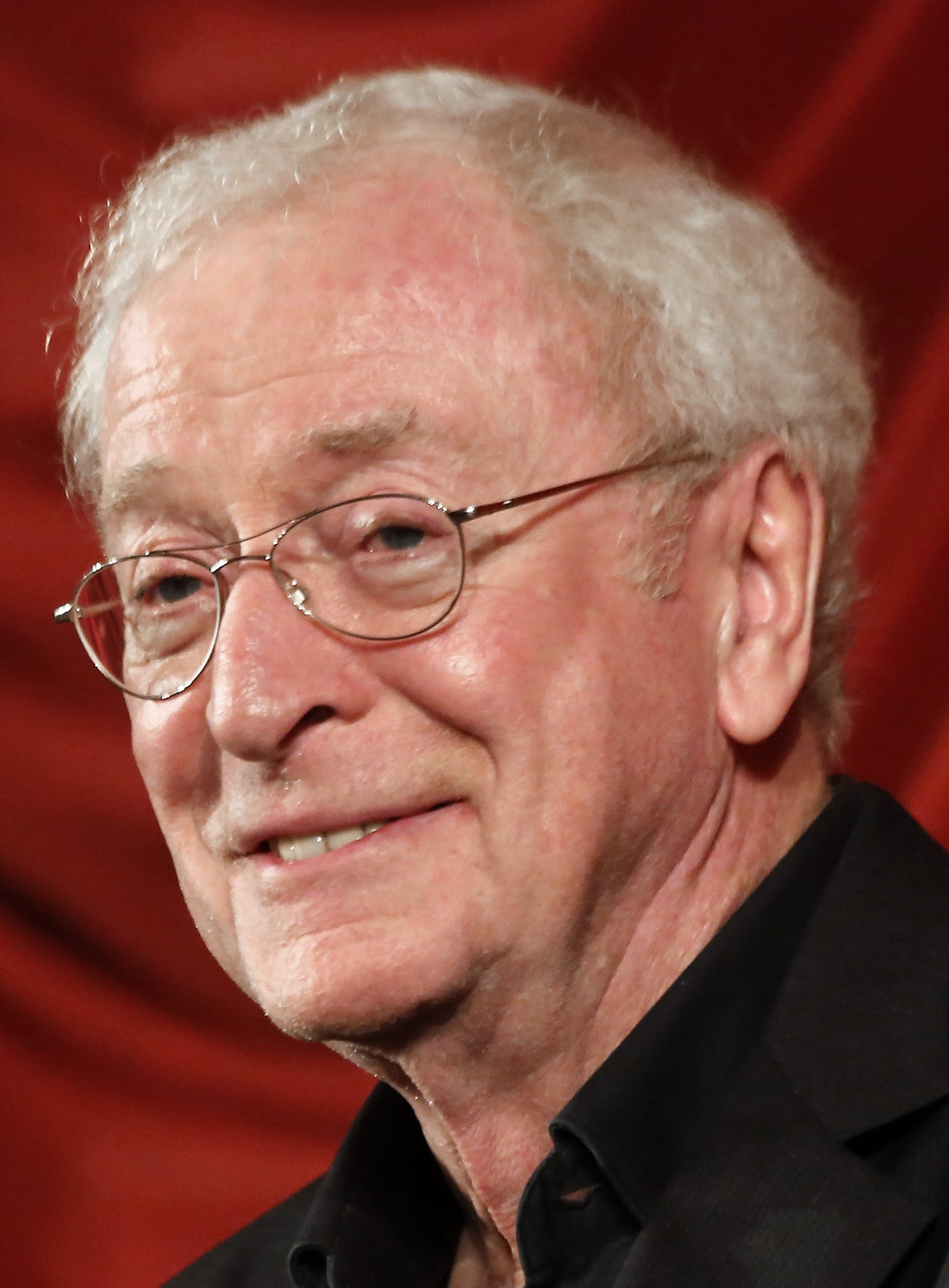
Michael Caine, interprete di Alfred Pennyworth
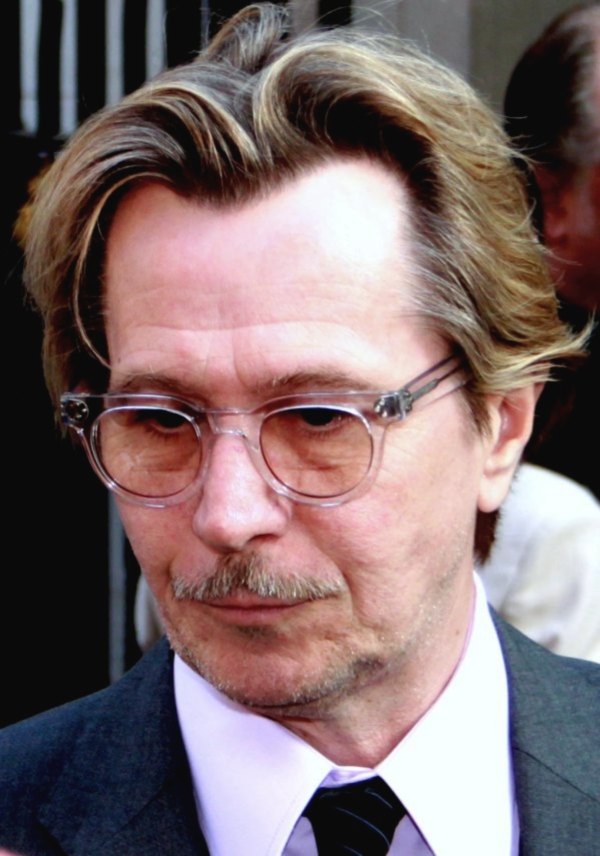
Gary Oldman, interprete di James Gordon
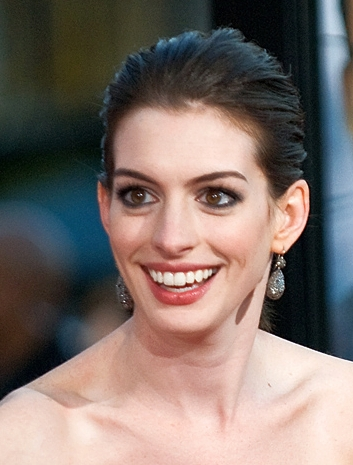
Anne Hathaway, interprete di Catwoman
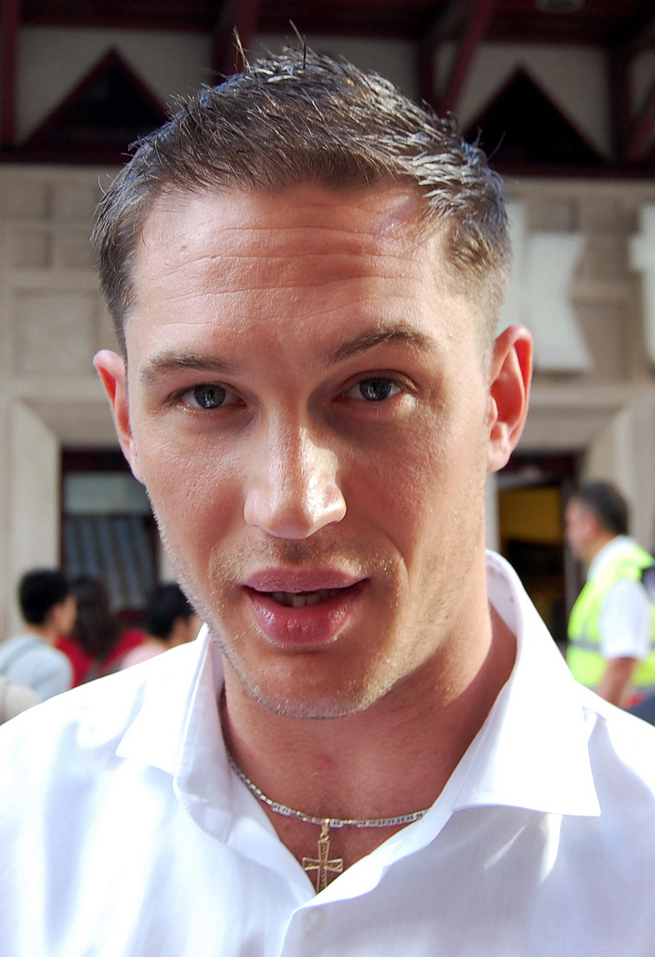
Tom Hardy, interprete di Bane
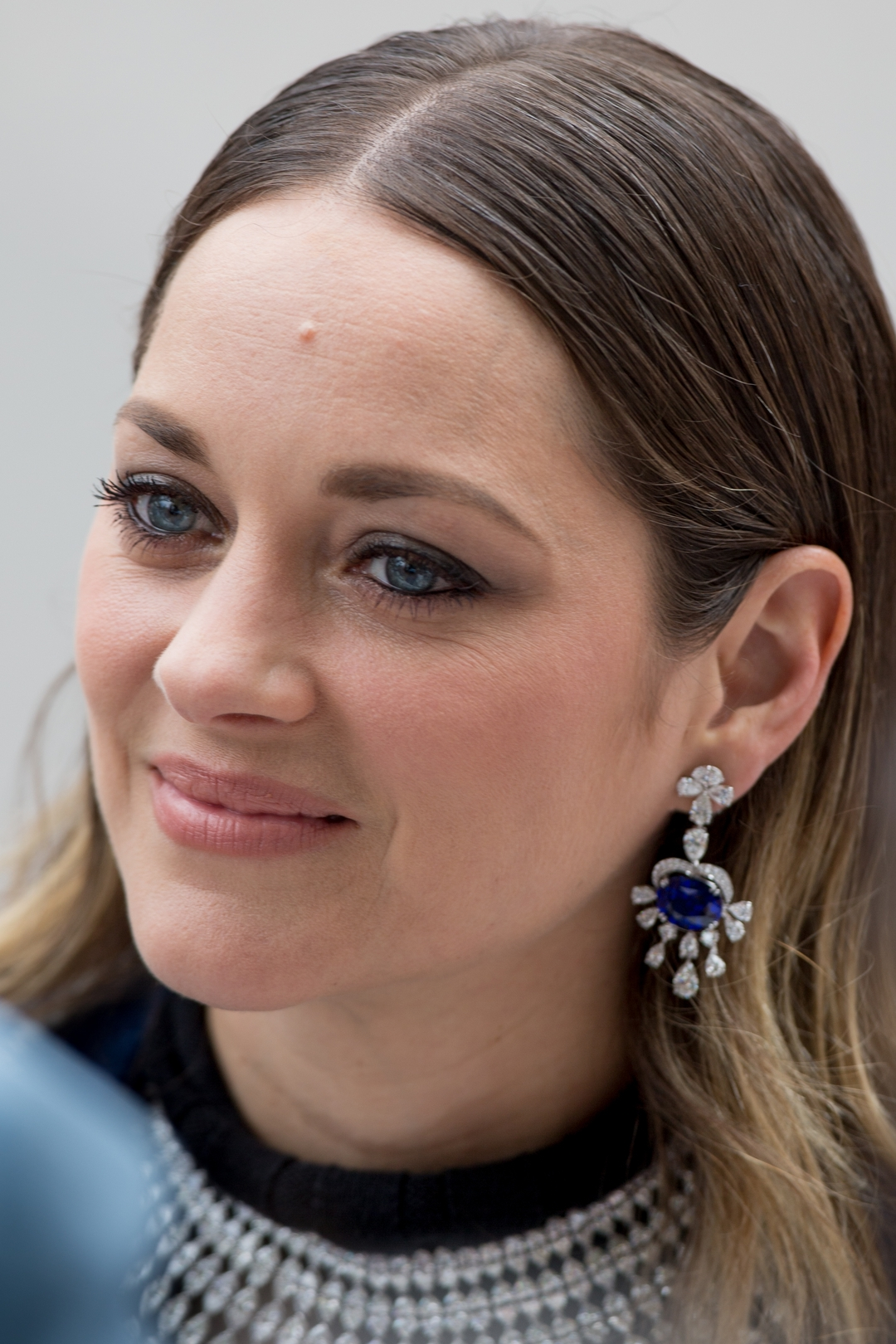
Marion Cotillard, interprete di Talia al Ghul
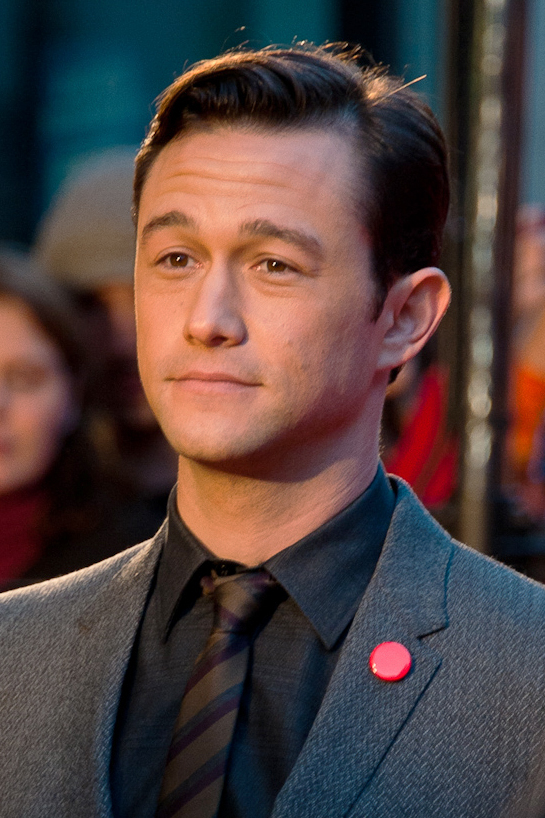
Joseph Gordon-Levitt, interprete di Robin John Blake
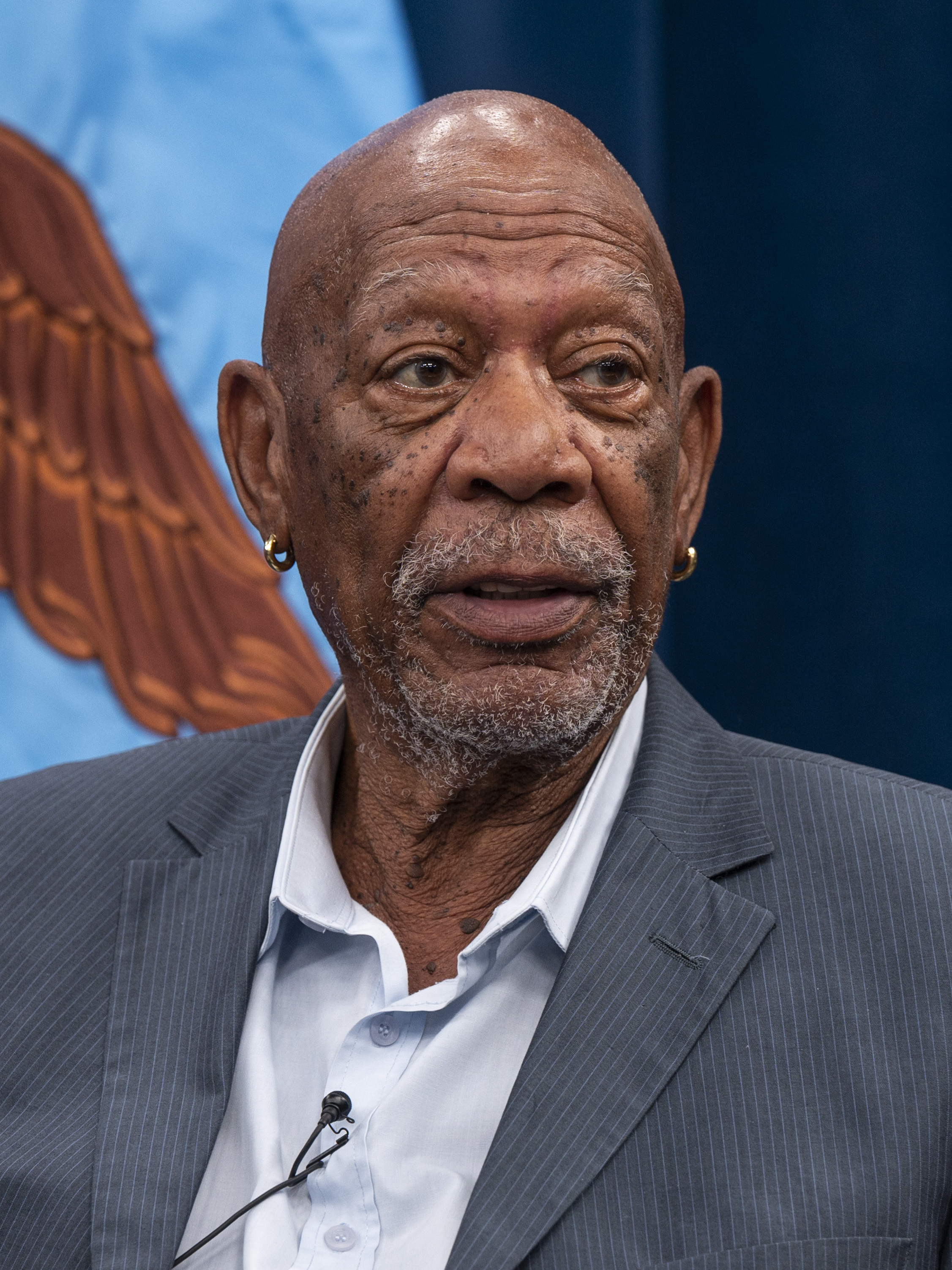
Morgan Freeman, interprete di Lucius Fox

### Personaggi secondari
- Peter Foley, interpretato da Matthew Modine, doppiato in italiano da Antonio Sanna.[3]
Il vicecommissario di Gotham City.[25][27]
- John Daggett, interpretato da Ben Mendelsohn, doppiato in italiano da Franco Mannella.[3]
Un miliardario rivale di Bruce Wayne che si allea con Bane per prendere il controllo della Wayne Enterprises, e
- Philip Stryver, interpretato da Burn Gorman, doppiato in italiano da Massimiliano Manfredi.[3]
L'assistente di Daggett e Vice Presidente Esecutivo.[28]
- Leonid Pavel, interpretato da Alon Abutbul, doppiato in italiano da Radislav Gillonsky.[3]
Un fisico nucleare che ha scoperto come trasformare il reattore a fusione delle industrie Wayne in un'arma a neutroni.[29]
- Jen, interpretata da Juno Temple, doppiato in italiano da Rossa Caputo.[3]
Amica e complice di Selina Kyle.[30]
- Mark Jones, interpretato da Daniel Sunjata, doppiato in italiano da Simone Mori.[3]
Un militare dei corpi speciali di Gotham al servizio di Gordon per cercare di liberare Gotham dal dominio di Bane.[28][31][32]
- Padre Reilly, interpretato da Chris Ellis, doppiato in italiano da Nino Prester.[3]
Il sacerdote dell'orfanotrofio in cui è cresciuto Blake.[33][34]
- Byron Gilley, interpretato da Brett Cullen, doppiato in italiano da Saverio Indrio.[3]
Un membro del Congresso degli Stati Uniti che viene rapito nel giorno di Harvey Dent da Selina Kyle.[33][34]
- Jonathan Crane, interpretato da Cillian Murphy, doppiato in italiano da Simone D'Andrea.[3]
Cillian Murphy è ancora una volta Jonathan Crane, senza però vestire i panni del suo alter ego lo Spaventapasseri.[35]
- Ra's al Ghul, interpretato da Liam Neeson (da adulto) e Josh Pence (da giovane), doppiato in italiano da Alessandro Rossi.[3]
 Neeson riveste i panni di in un cameo dopo Batman Begins, apparendo come allucinazione a Bruce Wayne.[36][37]Josh Pence è anch'egli presente in un cameo.[38]
- Anthony Garcia, interpretato da Nestor Carbonell, doppiato in italiano da Roberto Gammino.[3]
Il sindaco di Gotham City , ruolo già vestito in Il cavaliere oscuro.[39]
- Bill Wilson, interpretato da Aidan Gillen, doppiato in italiano da Riccardo Niseem Onorato.[3]
Un agente della CIA.[40][41][42]
- Presidente degli Stati Uniti, interpretato da William Devane, doppiato in italiano da Michele Gammino.[3]
- Barsard, interpretato da Josh Stewart, doppiato in italiano da Marco Vivio.[3]
Il braccio destro di Bane nonché membro della Setta delle Ombre;[43]
- Membro del consiglio d'amministrazione, interpretato da Patrick Leahy, doppiato in italiano da Dante Biagioni.[3]
Il senatore degli Stati Uniti Patrick Leahy, che aveva fatto un cameo ne Il cavaliere oscuro, è tornato in questo film come membro del consiglio della Wayne Enterprises.
- Medico, interpretato da Thomas Lennon, doppiato in italiano da Sandro Acerbo.[3]
Thomas Lennon, che era apparso come medico in Memento, interpreta ancora una volta un medico.
- Mrs. al Ghul, interpretata da India Wadsworth.
La moglie di Ra's al Ghul e madre di Talia.[44]

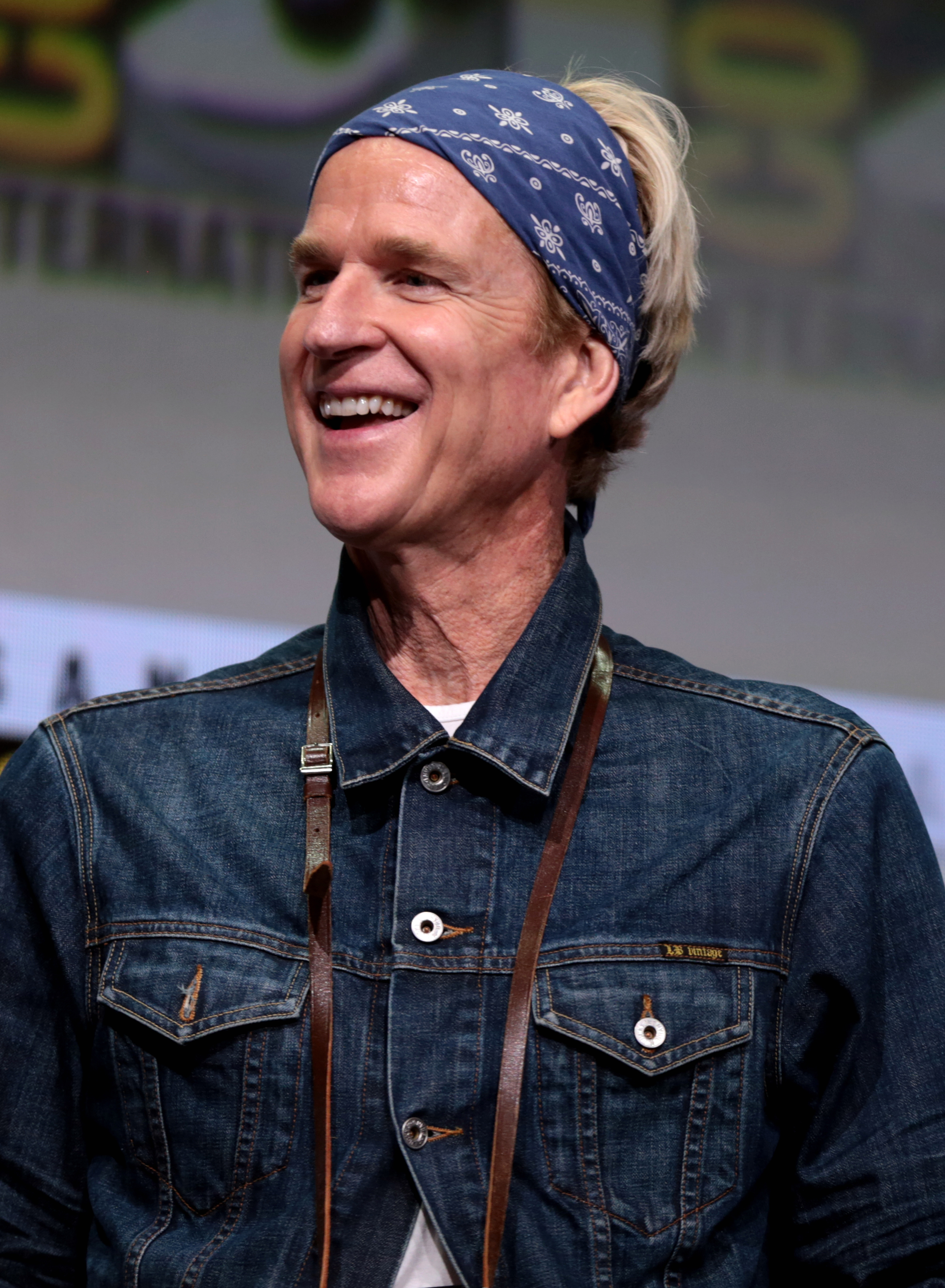
Matthew Modine
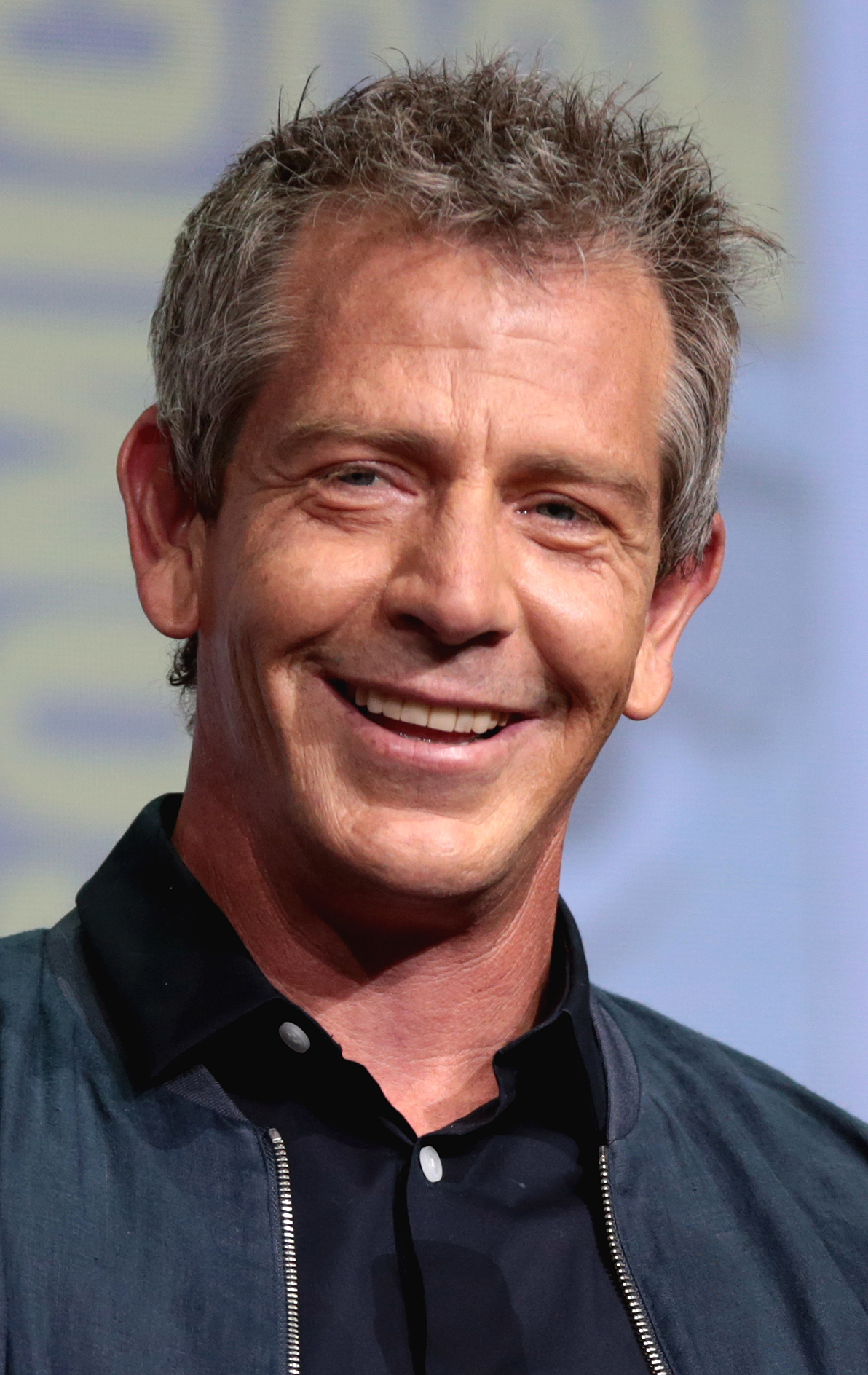
Ben Mendelsohn
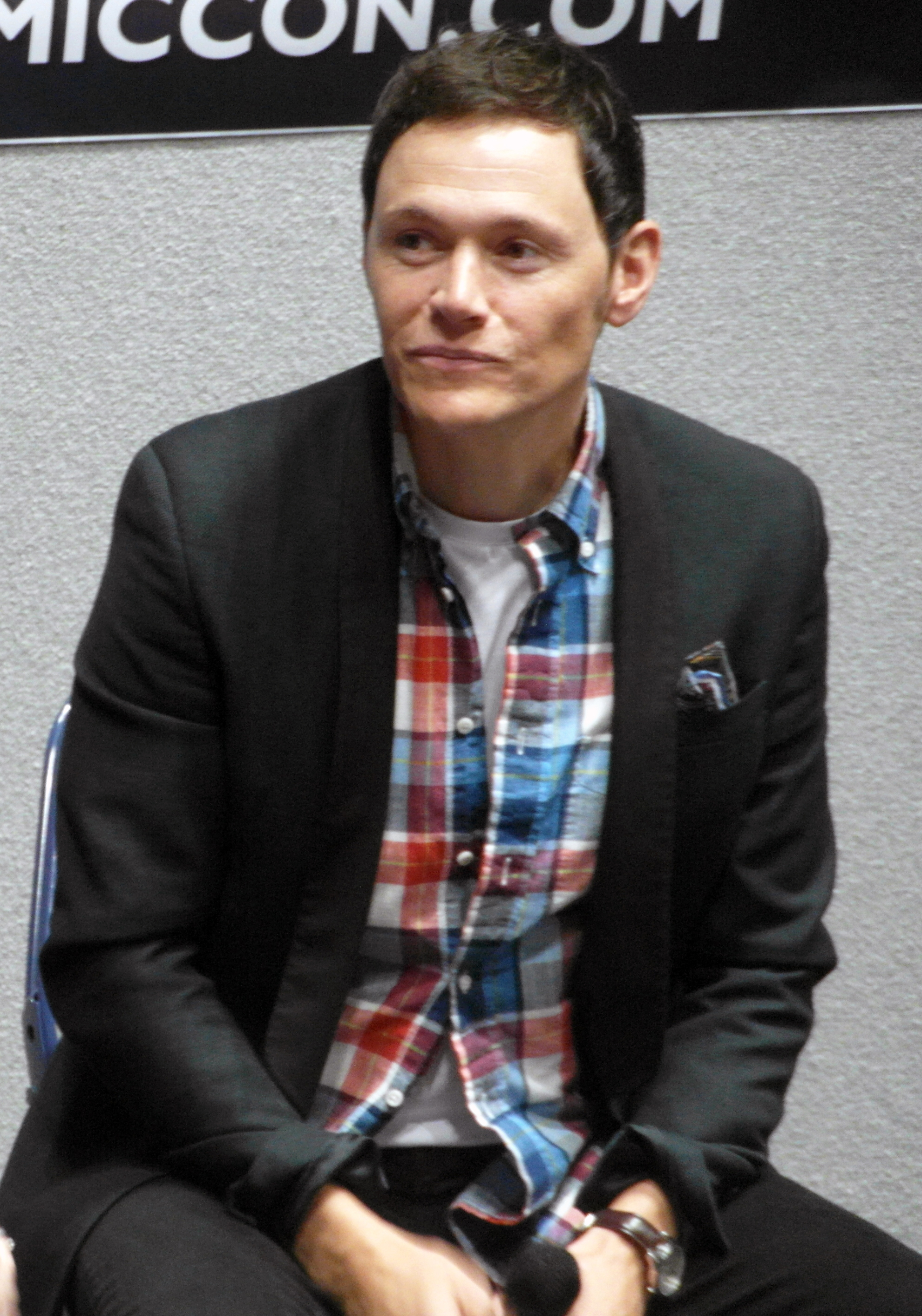
Burn Gorman
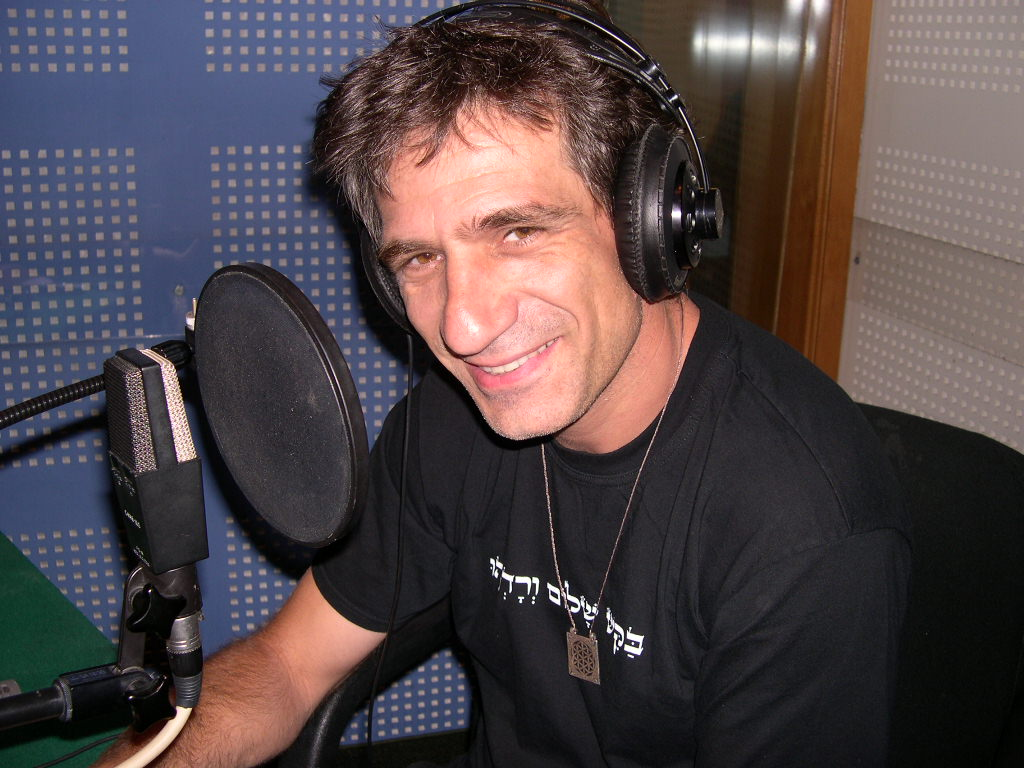
Alon Abutbul
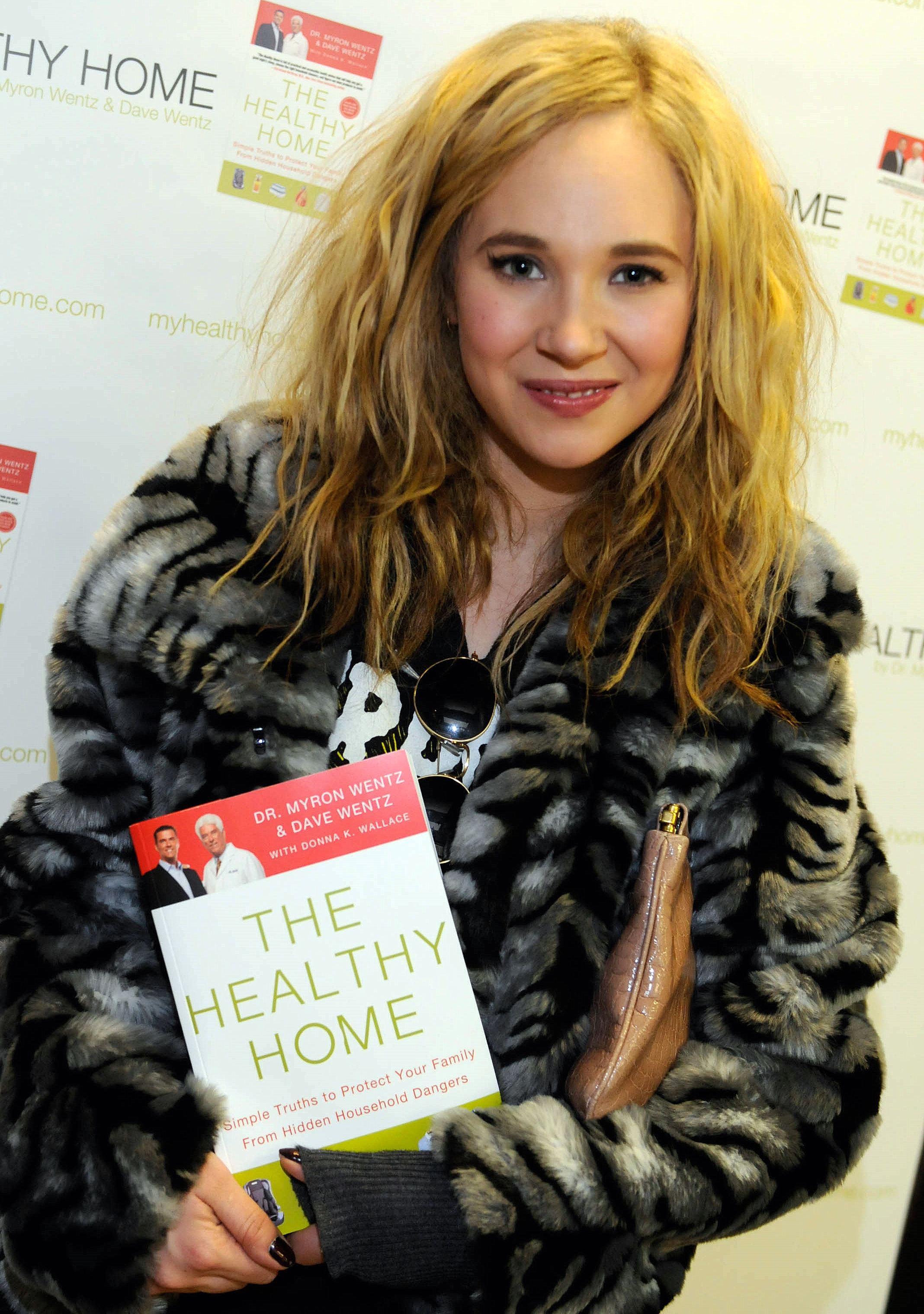
Juno Temple
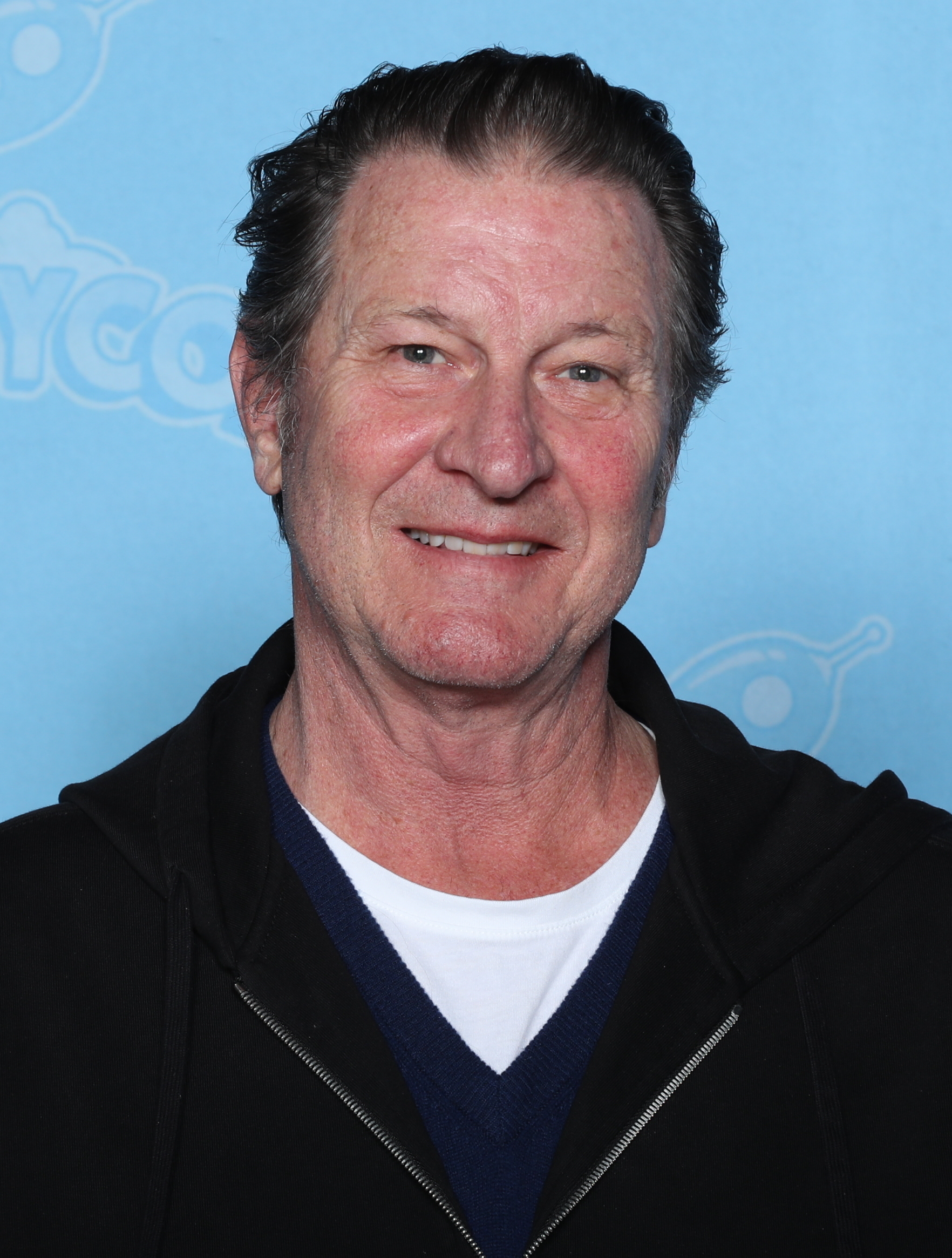
Brett Cullen
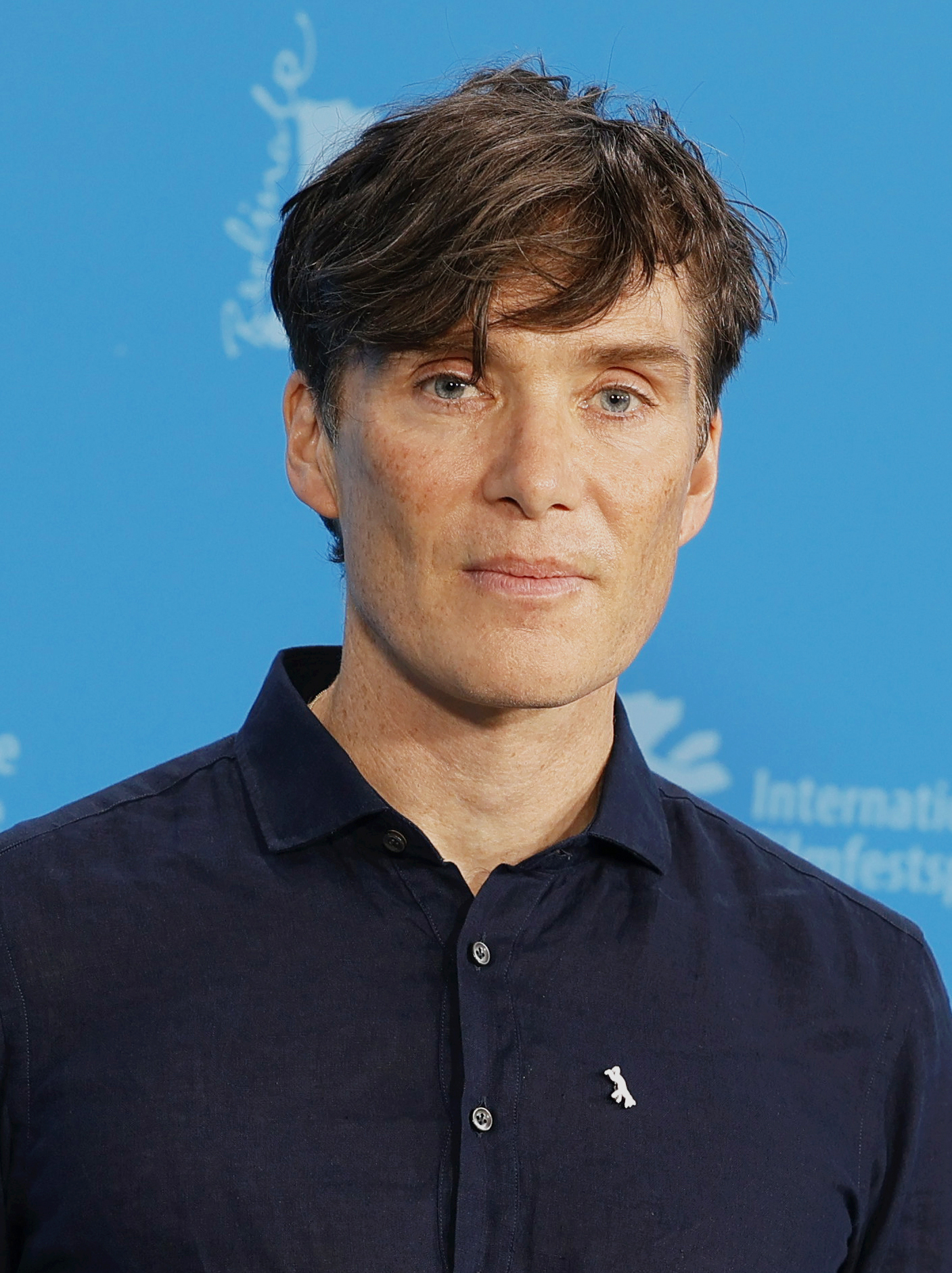
Cillian Murphy
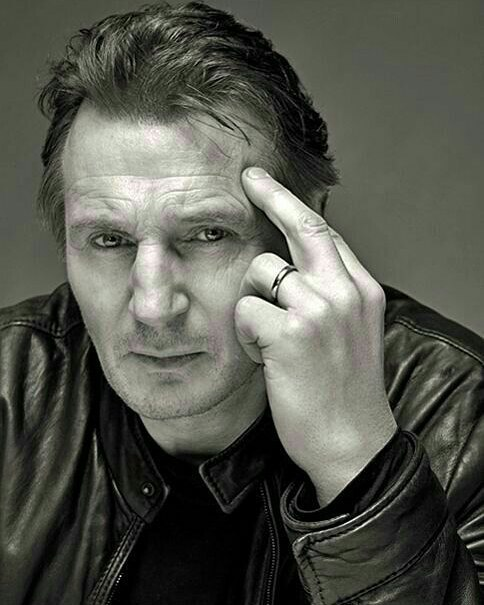
Liam Neeson
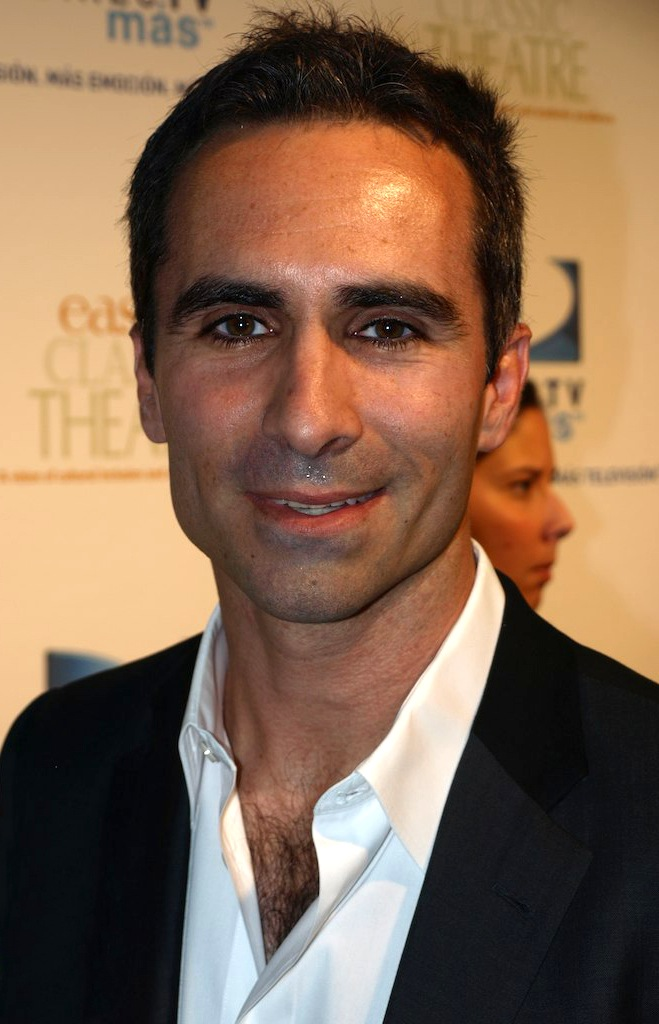
Nestor Carbonell
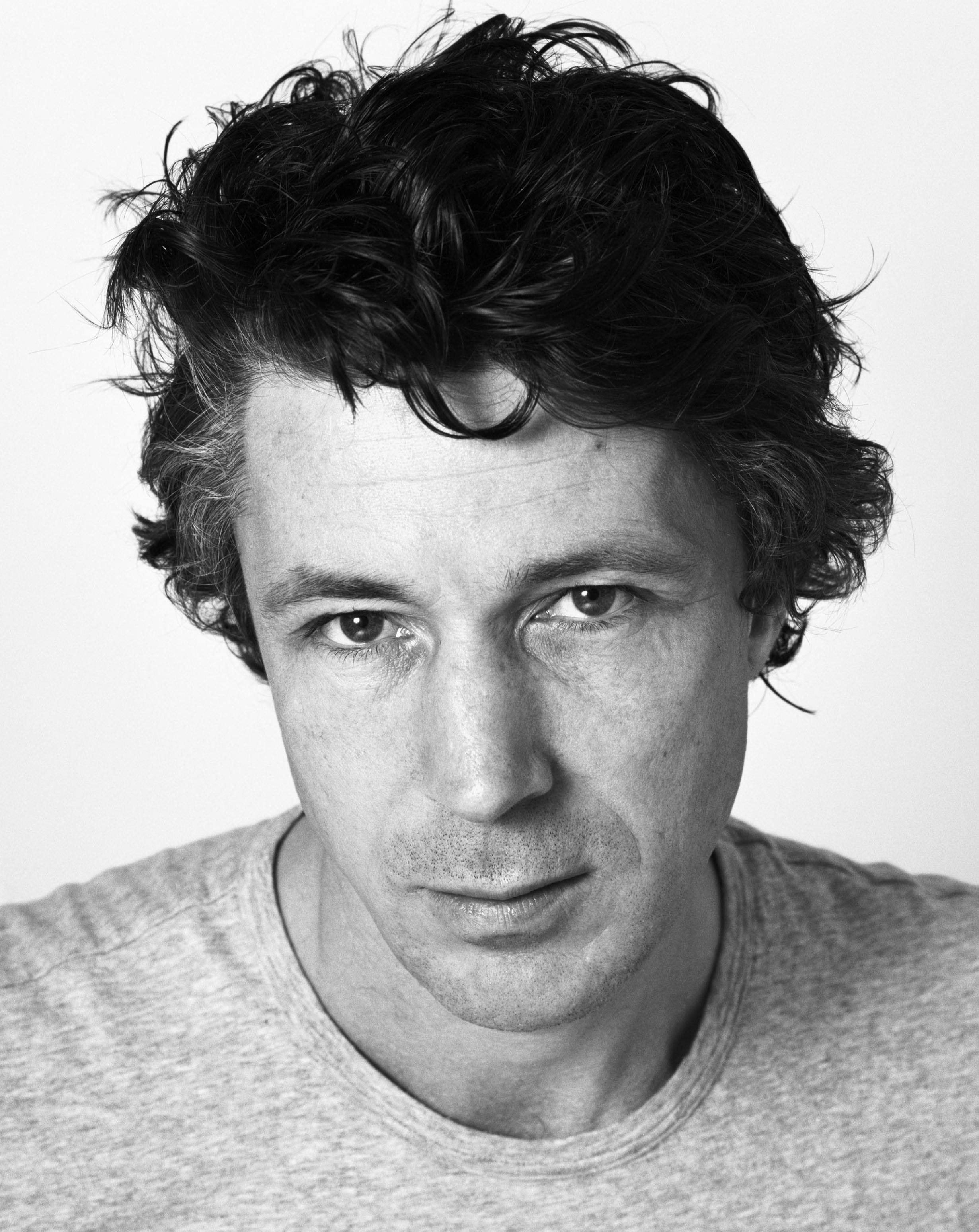
Aidan Gillen
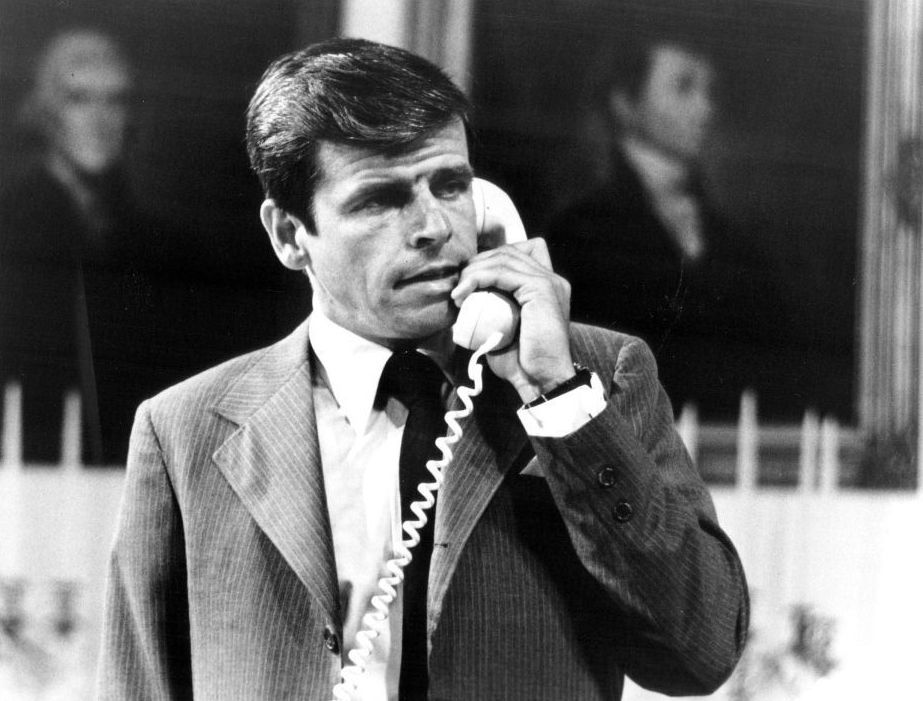
William Devane
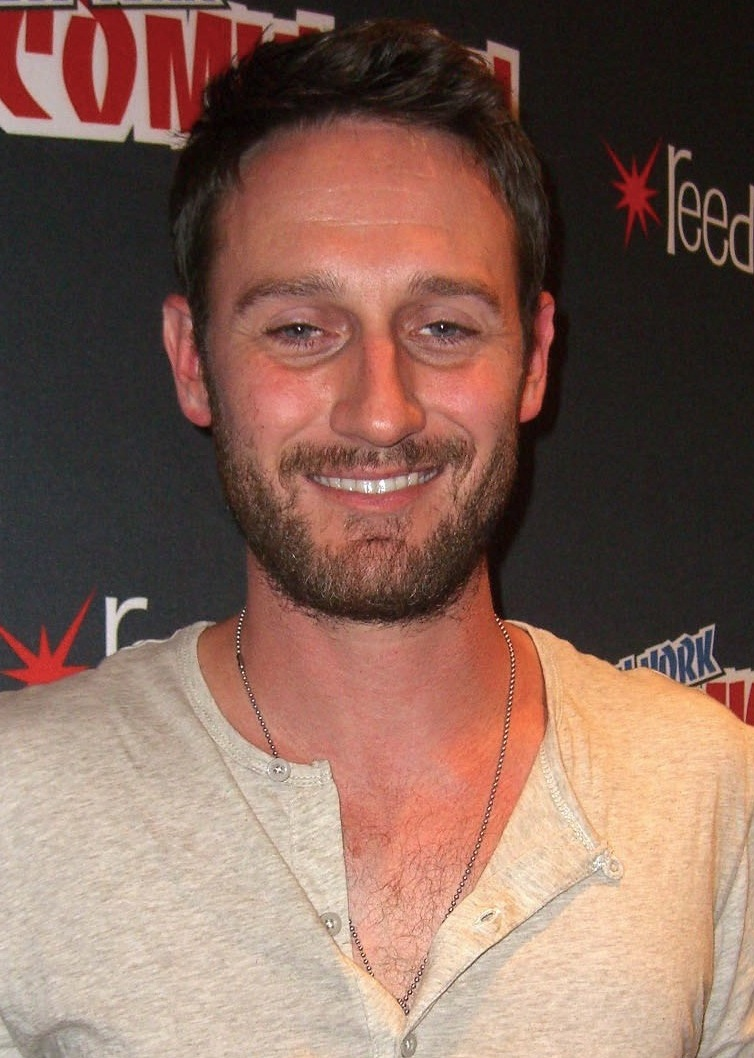
Josh Stewart
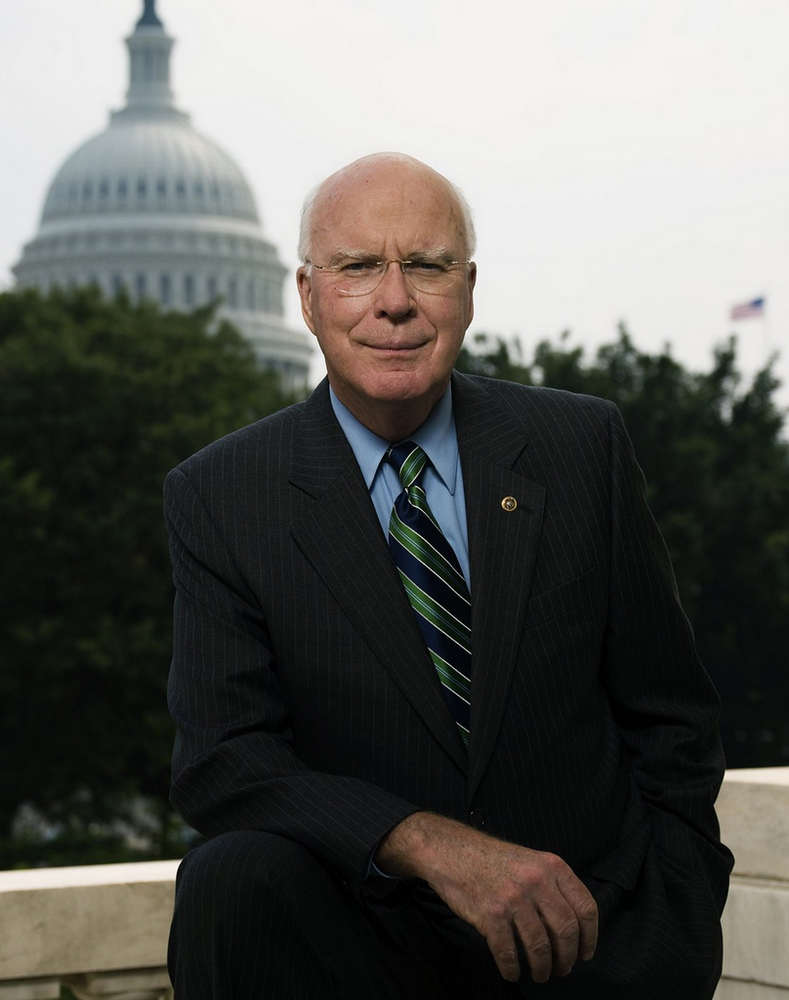
Patrick Leahy
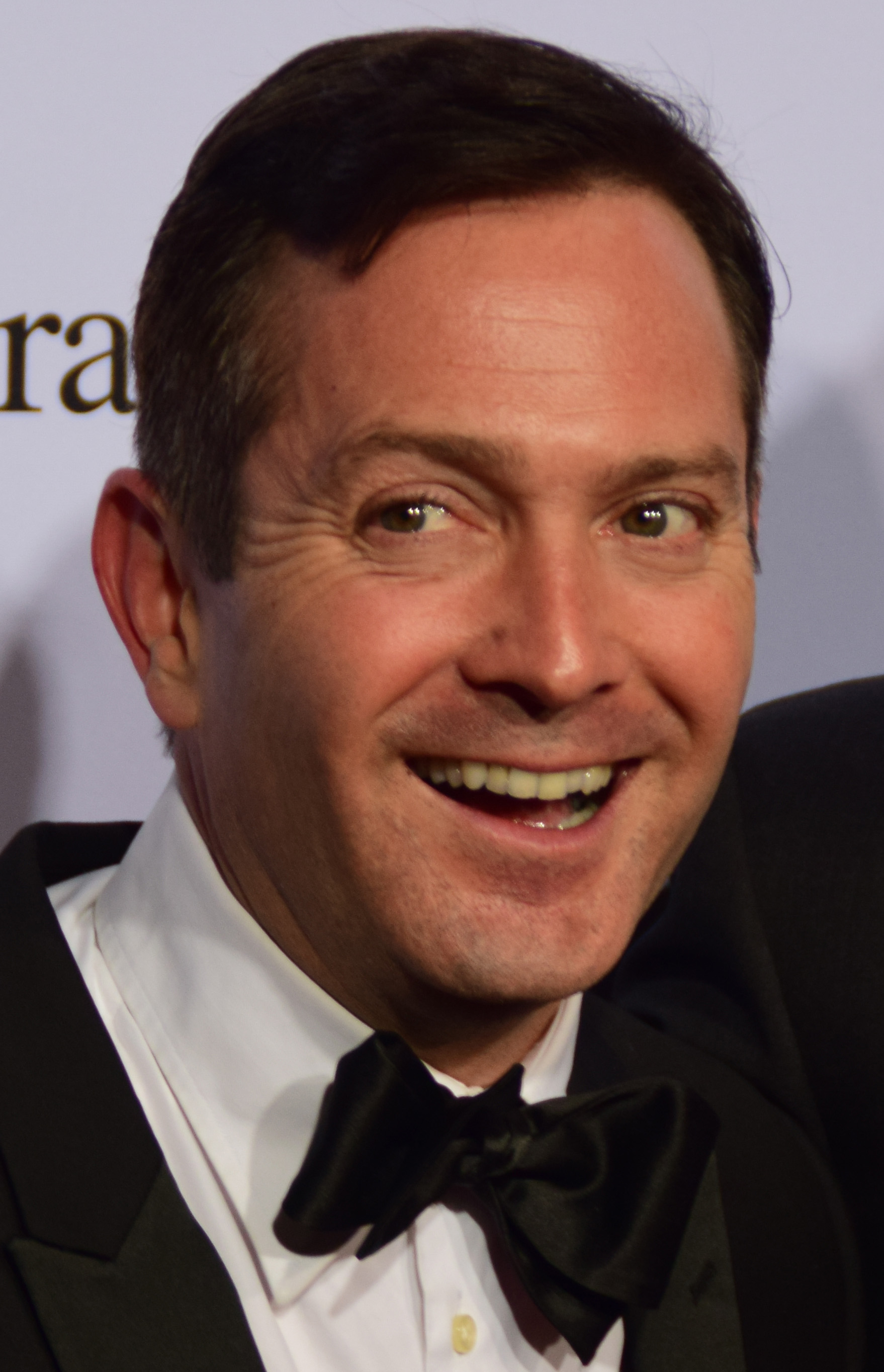
Thomas Lennon

### Altri personaggi
Christopher Judge è uno degli scagnozzi di Bane, Dent riappare nel film solo con filmati di repertorio dal film Il cavaliere oscuro. Aaron Eckhart espresse interesse per tornare per un sequel, anche se Nolan confermò la morte del personaggio.  Nel 2008, la famiglia Rooney ha venduto una quota di minoranza della squadra a Thomas Tull, il CEO e presidente di Legendary Pictures, e produttore del film.
Diversi membri dei Pittsburgh Steelers hanno un cameo nel film come membri della squadra dei Gotham Rogues, tra cui: Ben Roethlisberger, Hines Ward, Troy Polamalu, Willie Colon, Maurkice Pouncey, Mike Wallace, Heath Miller, Aaron Smith, Ryan Clark, James Farrior, LaMarr Woodley e Casey Hampton, e l'allenatore Bill Cowher. Il sindaco di Pittsburgh Luke Ravenstahl appare come avversario dei Rogues, i Rapid City Monuments.

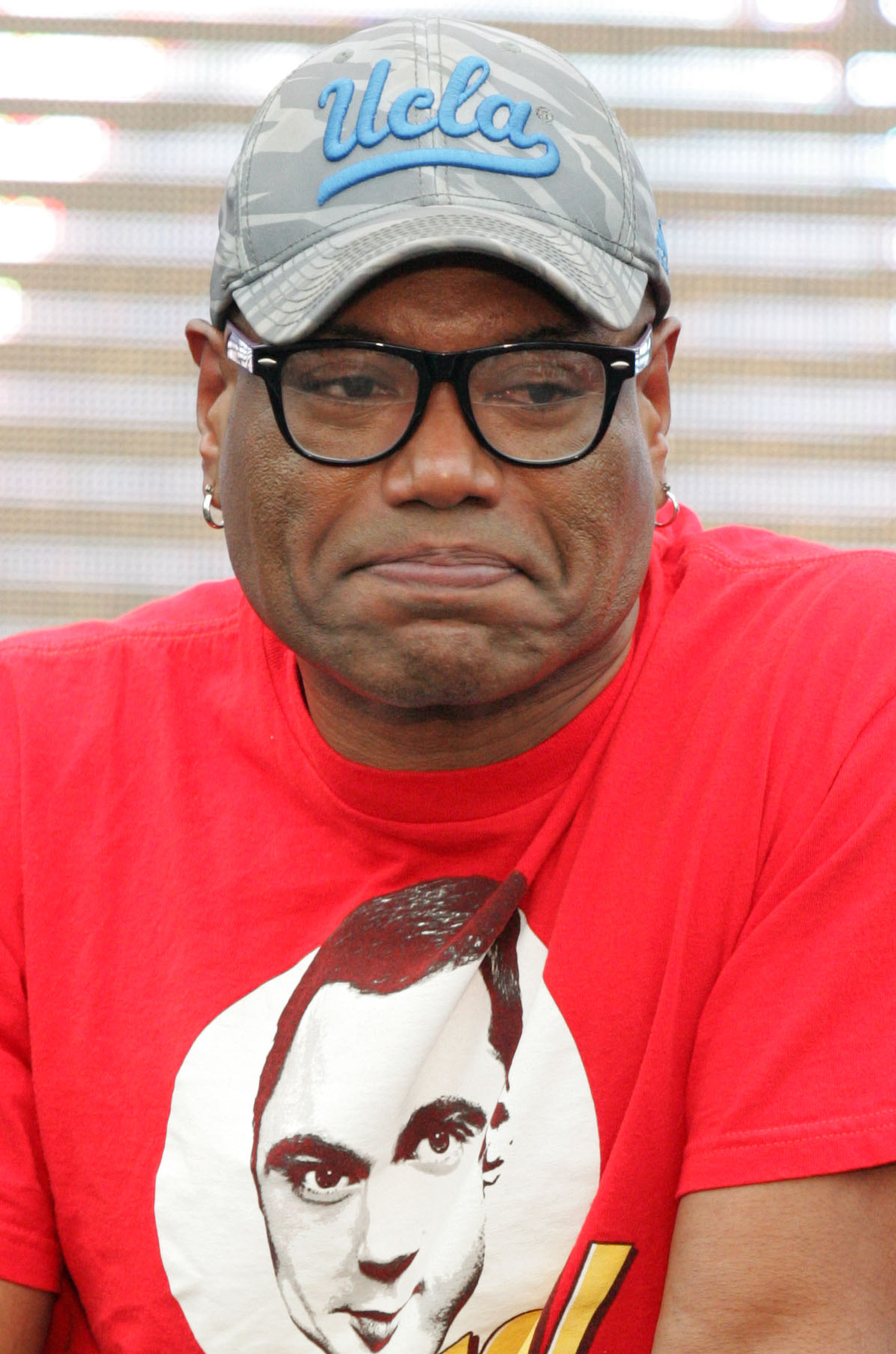
Christopher Judge
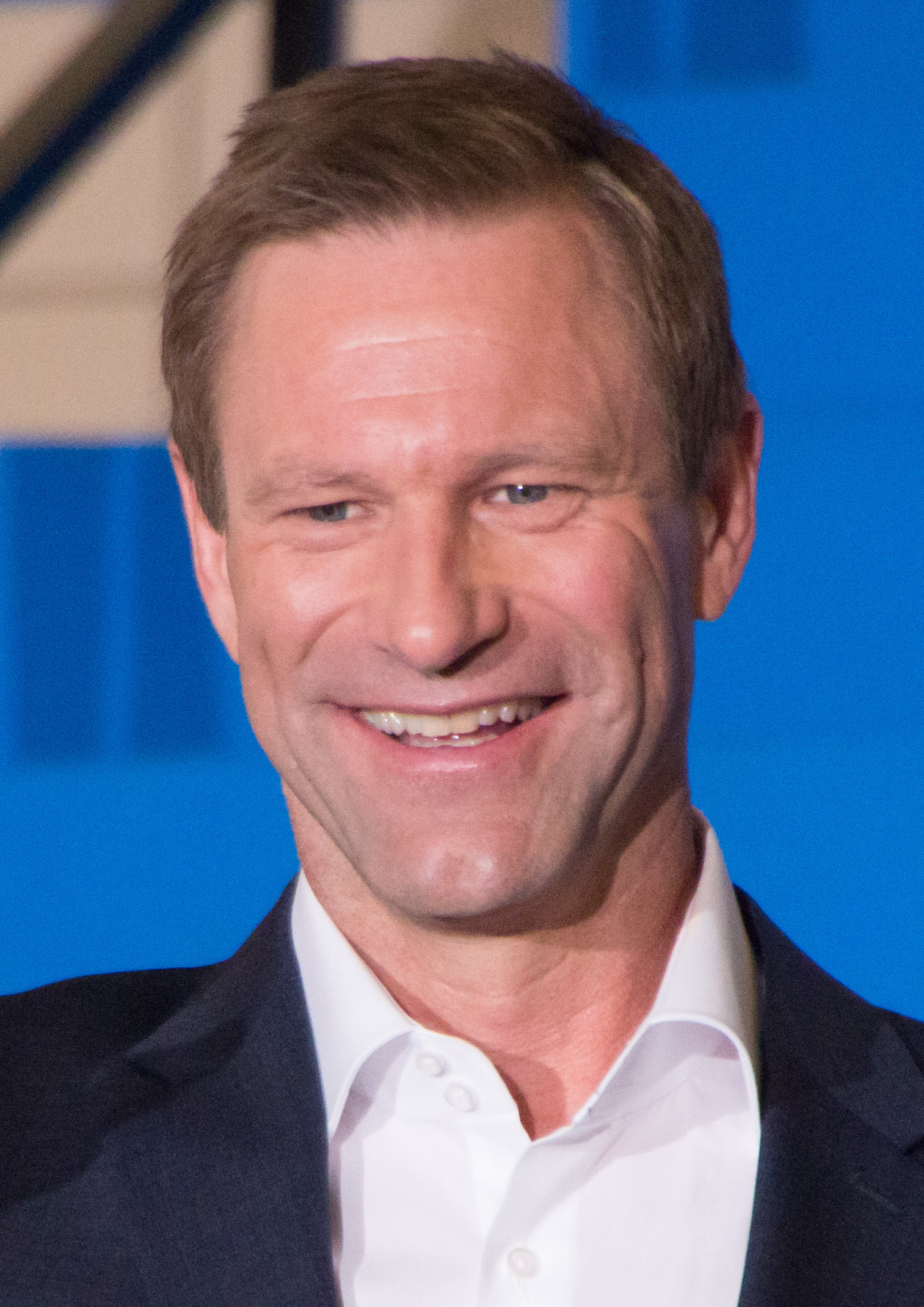
Aaron Eckhart
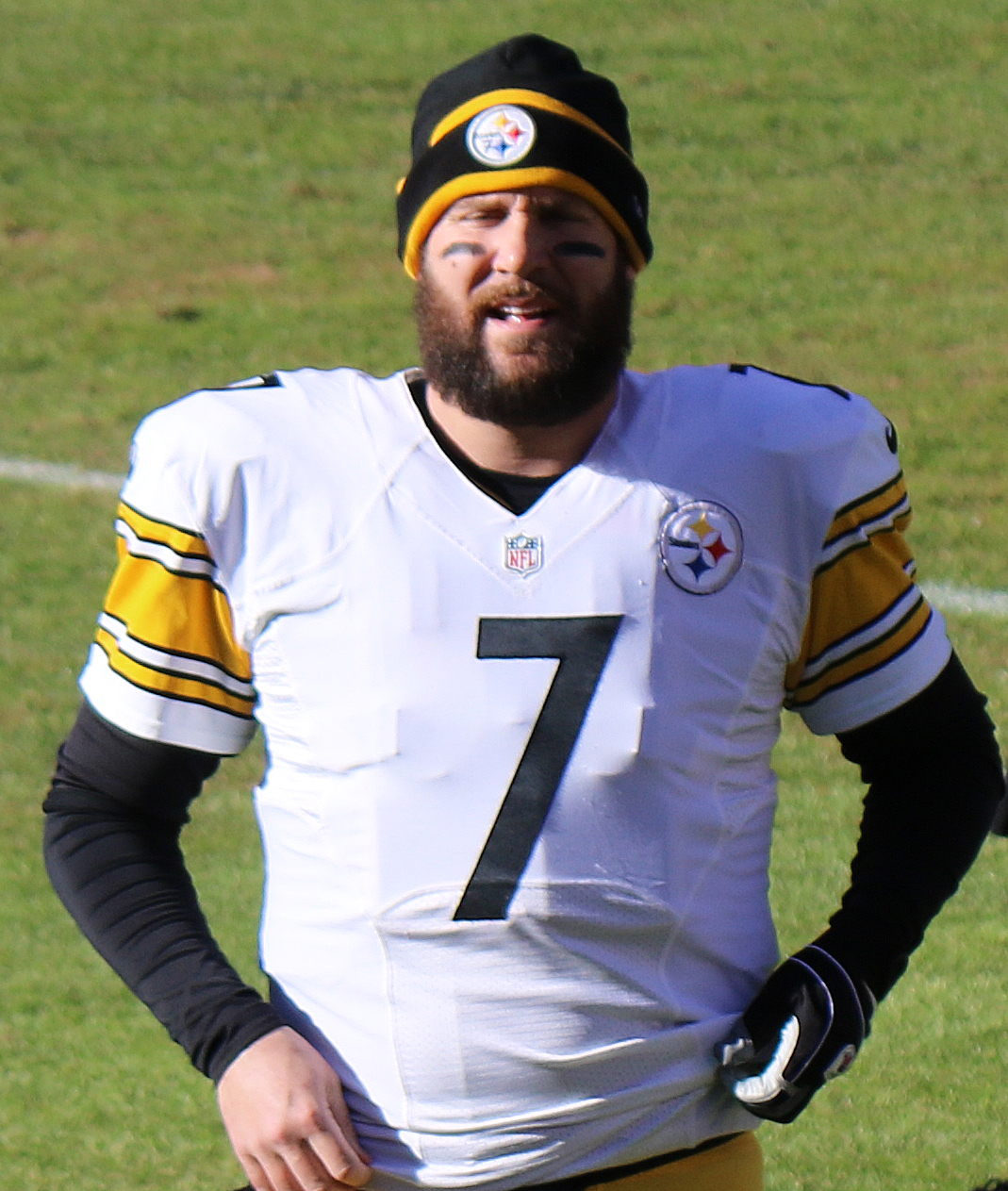
Ben Roethlisberger
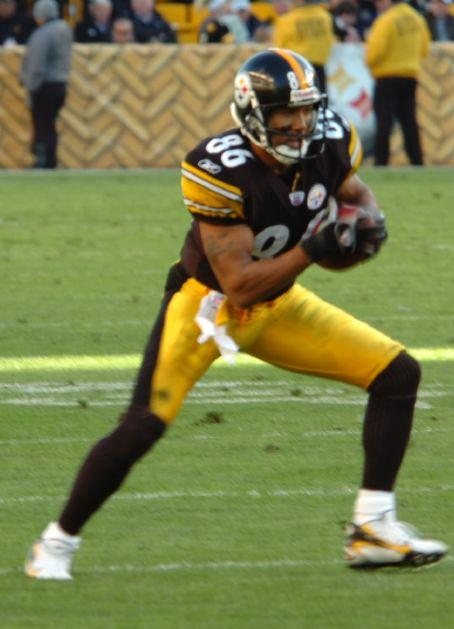
Hines Ward
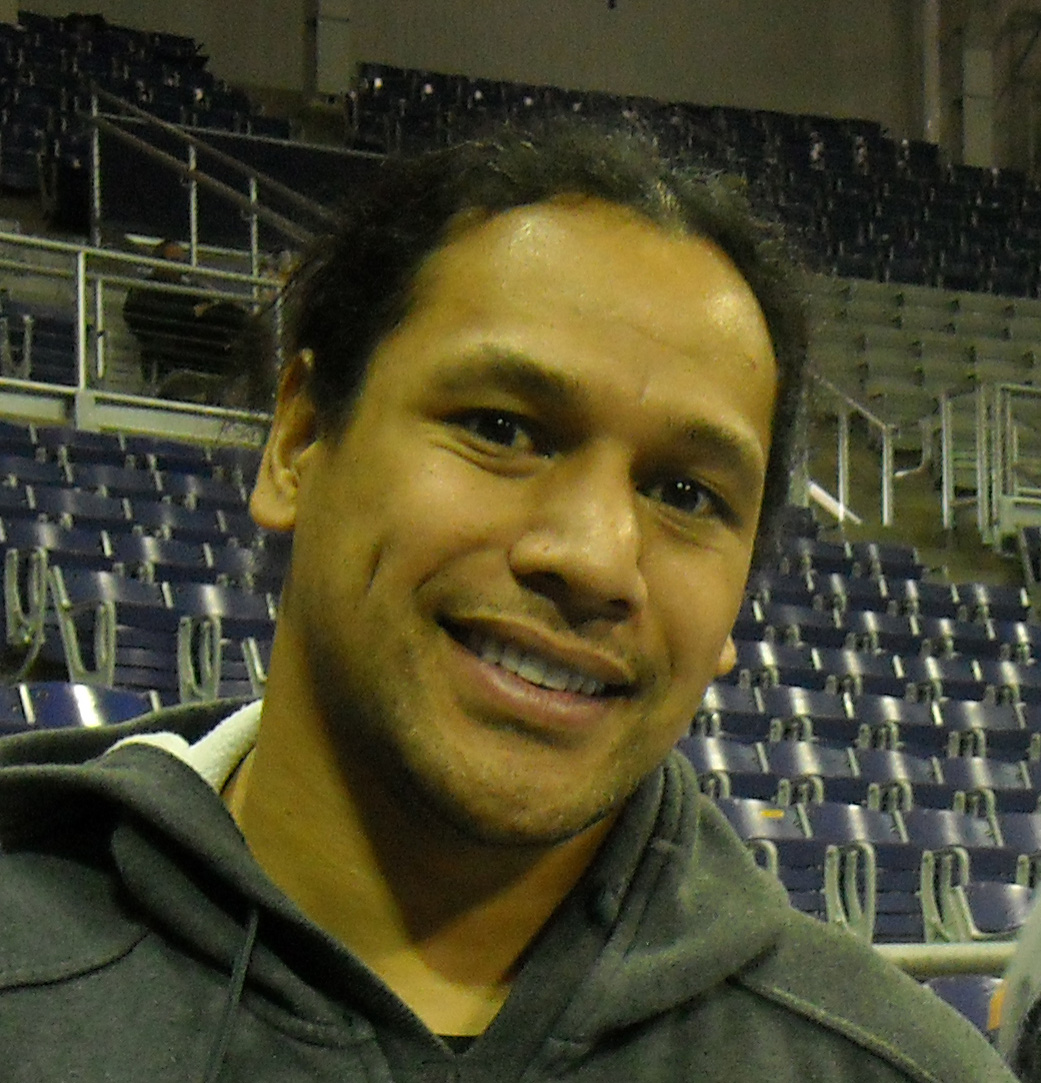
Troy Polamalu
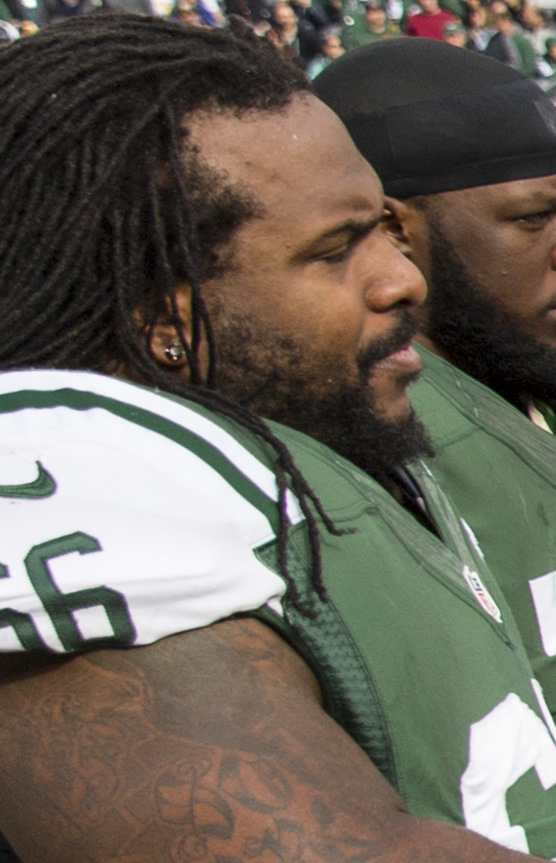
Willie Colon
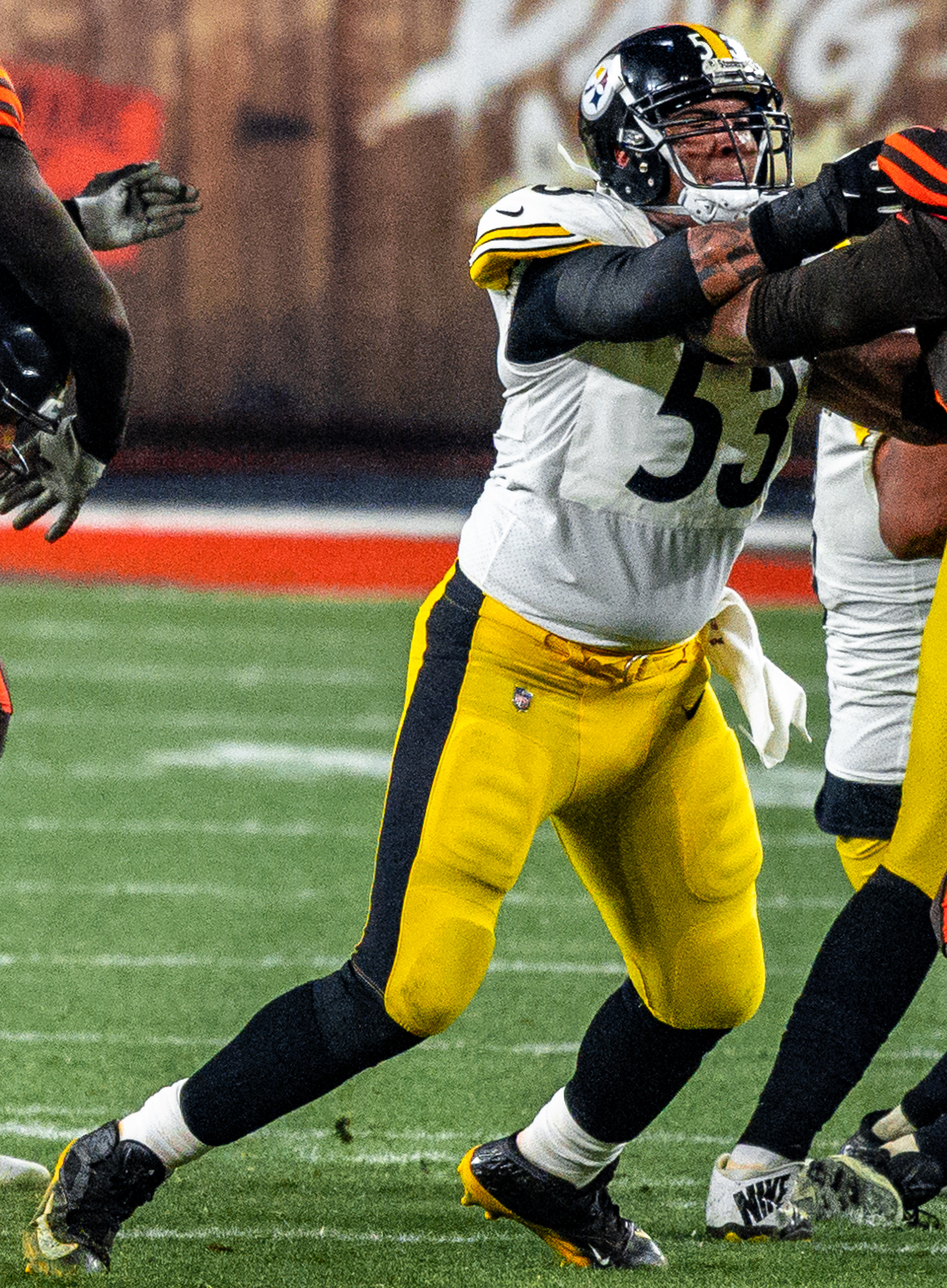
Maurkice Pouncey
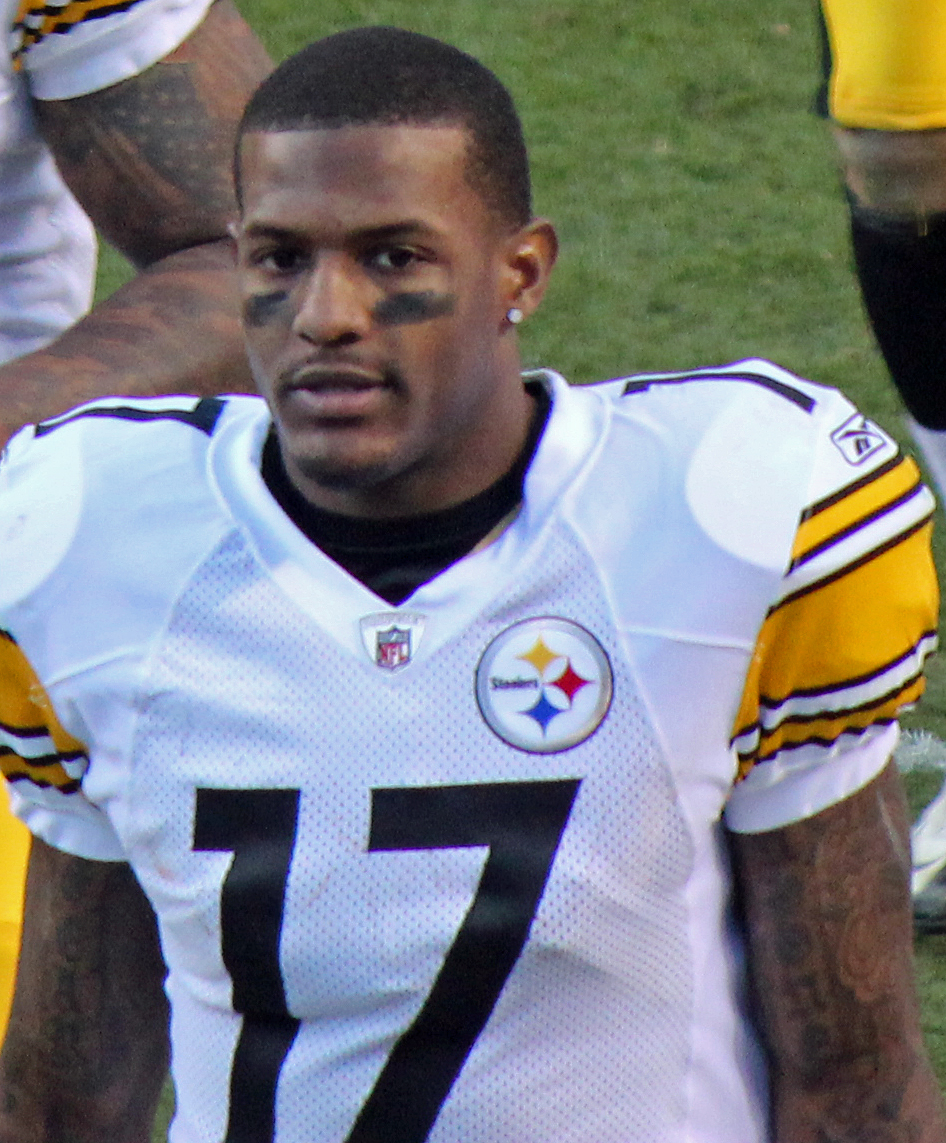
Mike Wallace
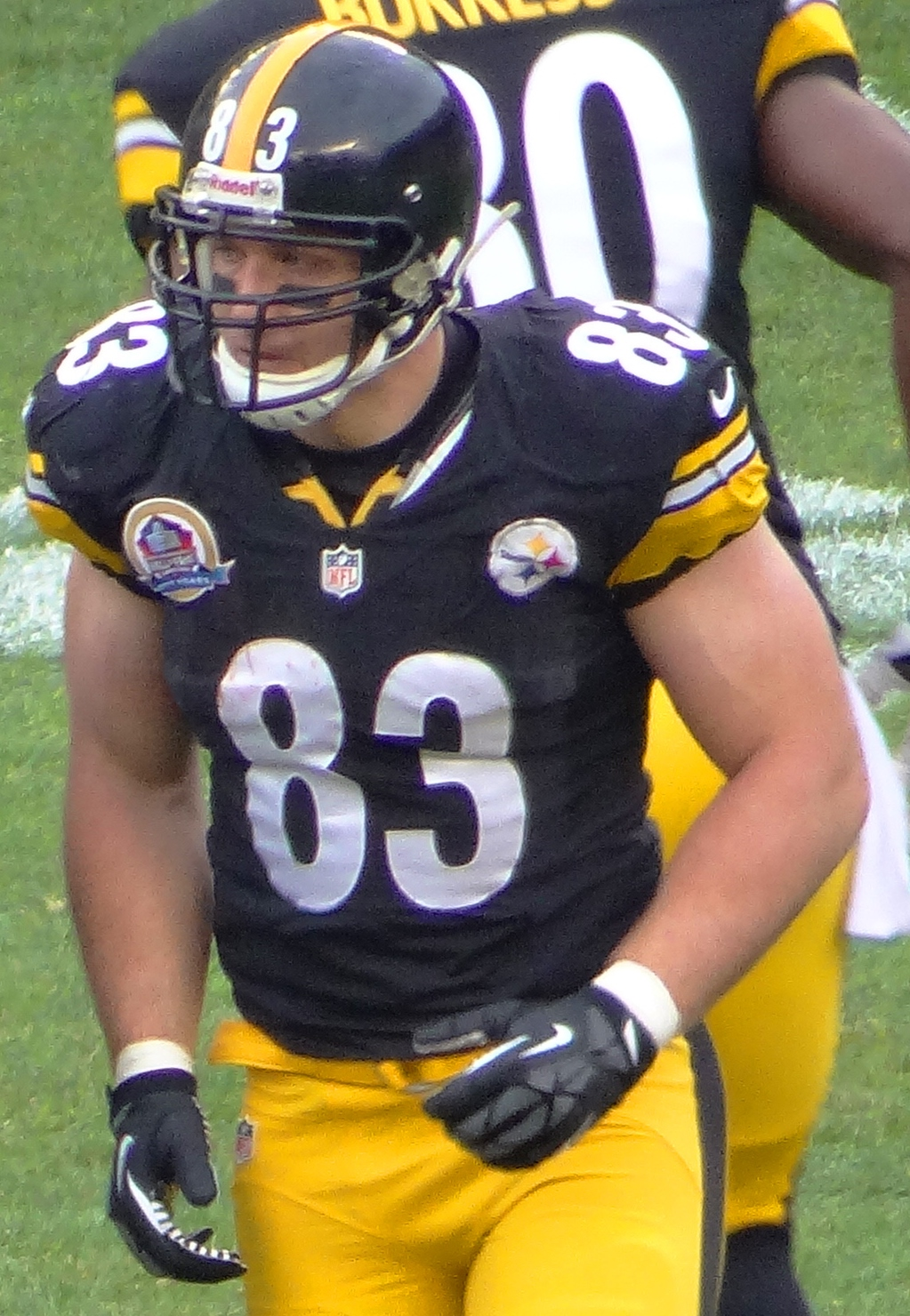
Heath Miller
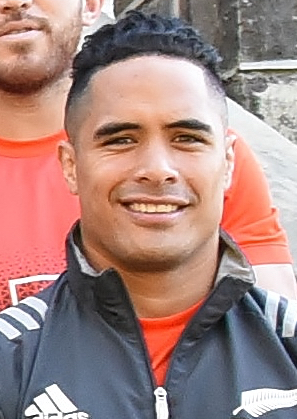
Aaron Smith
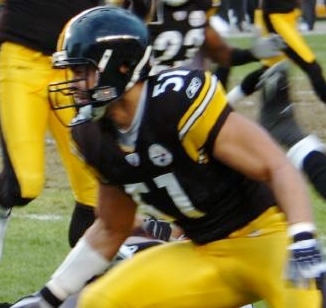
James Farrior
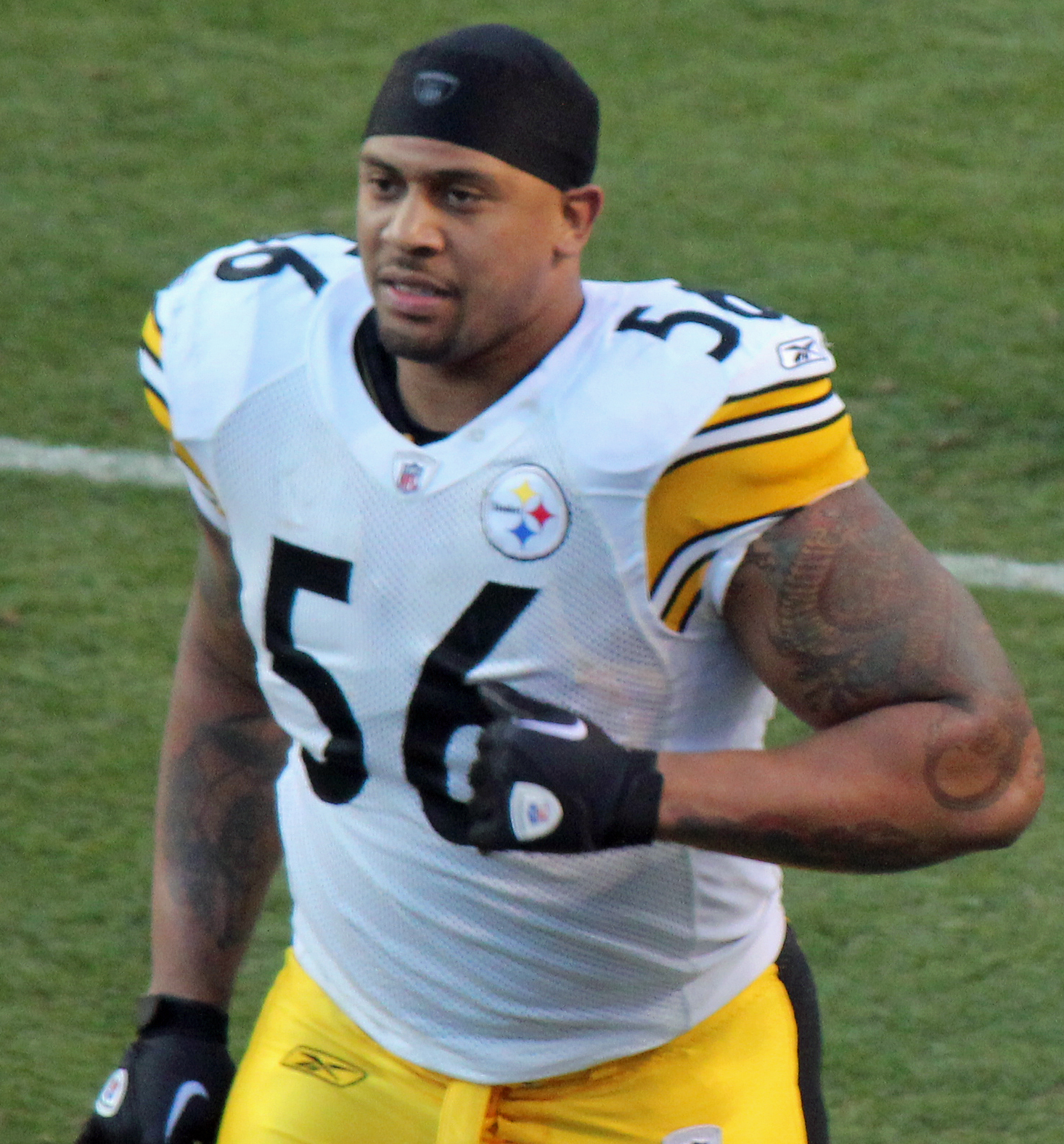
LaMarr Woodley

## Produzione

### Sviluppo
(Christopher Nolan)

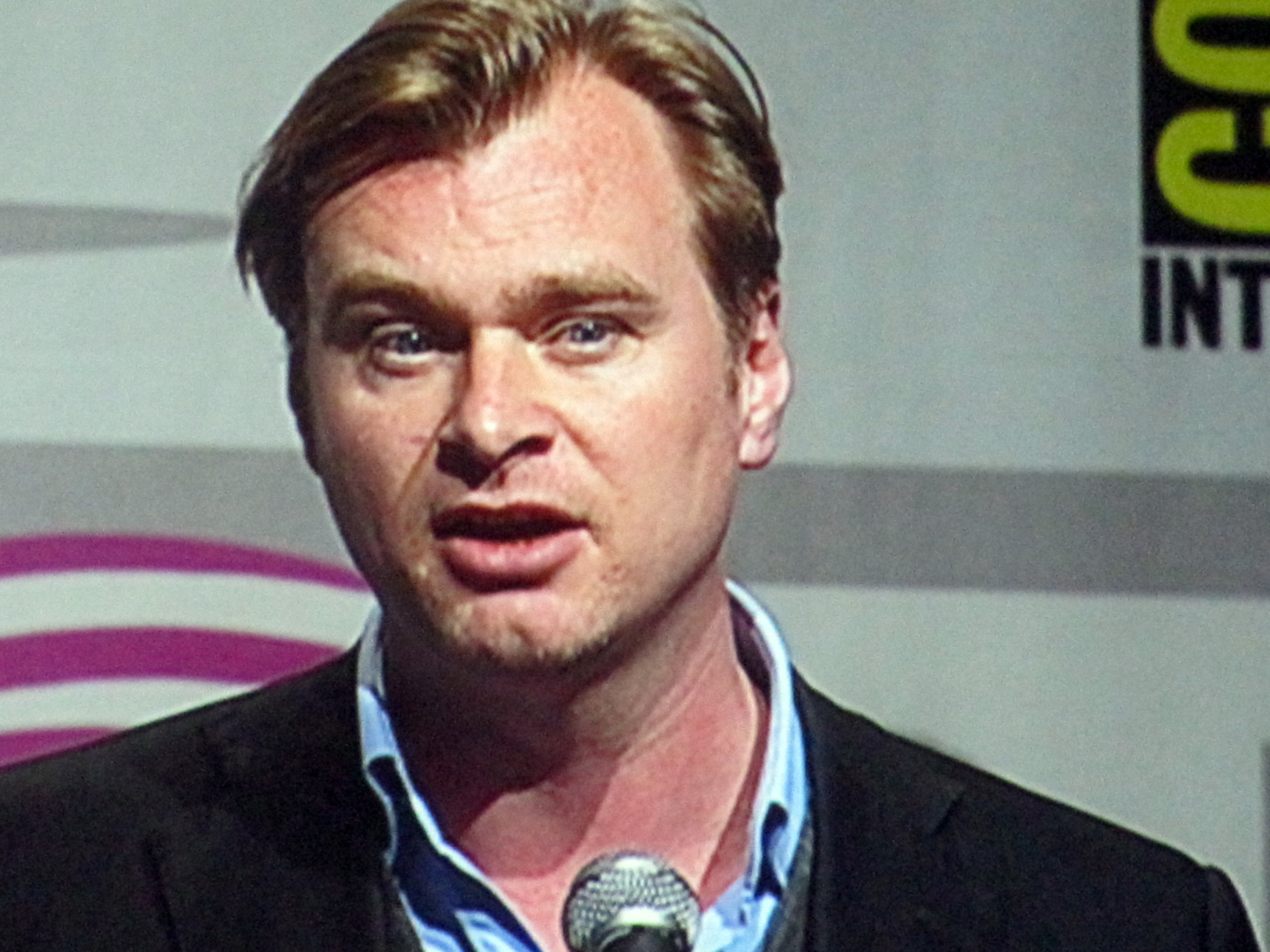
Christopher Nolan al WonderCon nel 2010

All'indomani dell'enorme successo ottenuto con Il cavaliere oscuro, subito il pubblico e i media si sono interrogati riguardo all'eventualità di un terzo episodio del franchise iniziato con Batman Begins, un nuovo film ipotizzato non prima del 2011 anche da Jeff Robinov, presidente della Warner Bros. Nel dicembre 2008, Nolan ha realizzato una prima bozza della storia, prima di iniziare a lavorare ad Inception. Più tardi, nel mese di dicembre, Alan F. Horn ha confermato che le discussioni con Nolan circa un terzo film erano in corso, ma ha negato quelle che riguardavano la scelta del cast. Prima che Nolan confermasse il suo ingaggio, Gary Oldman si era detto fiducioso su un suo ritorno nel nuovo film. Solo nell'aprile 2010 la casa di produzione Warner Bros. ha annunciato l'uscita del film per il 20 luglio 2012. Il 27 ottobre Nolan ha rivelato il titolo della pellicola, The Dark Knight Rises.
Christopher Nolan, regista dei primi due capitoli, ha dichiarato che con Il cavaliere oscuro aveva voluto creare un film completo senza correre il rischio di tralasciare o rimandare qualcosa ad un eventuale film successivo. Christian Bale, interprete di Batman all'interno di questa trilogia cinematografica, ha parlato delle difficoltà di ogni "terzo capitolo", cioè di creare un sequel ed un villain migliori del precedente, ma che il provarci rappresenta comunque una sfida. Solo dopo aver terminato Inception, uscito nel luglio 2010, Nolan ha iniziato ad occuparsi di questo terzo capitolo, e nel frattempo ha confermato la sua partecipazione al riavvio del franchise cinematografico di un altro personaggio DC Comics, Superman.
Nolan ha spiegato inoltre che il suo approccio non prevede personaggi quali Robin o il Pinguino: il primo perché non avrebbe trovato spazio nell'universo creato da questo franchise, più radicale e credibile di quello del fumetto, e il secondo perché sarebbe stato difficile da trasporre nel contesto della saga. Dopo il successo del Joker in Il cavaliere oscuro i dirigenti dello studio pensarono all'Enigmista come antagonista principale per questo nuovo film, un personaggio simile al villain del secondo film, incoraggiando l'ingaggio di Leonardo DiCaprio. Tuttavia, Nolan ha voluto che l'antagonista fosse totalmente diverso da quanto visto finora e perciò ha deciso di utilizzare Bane, per la necessità di avere un personaggio dalla grande forza fisica all'interno del film.

### Sceneggiatura

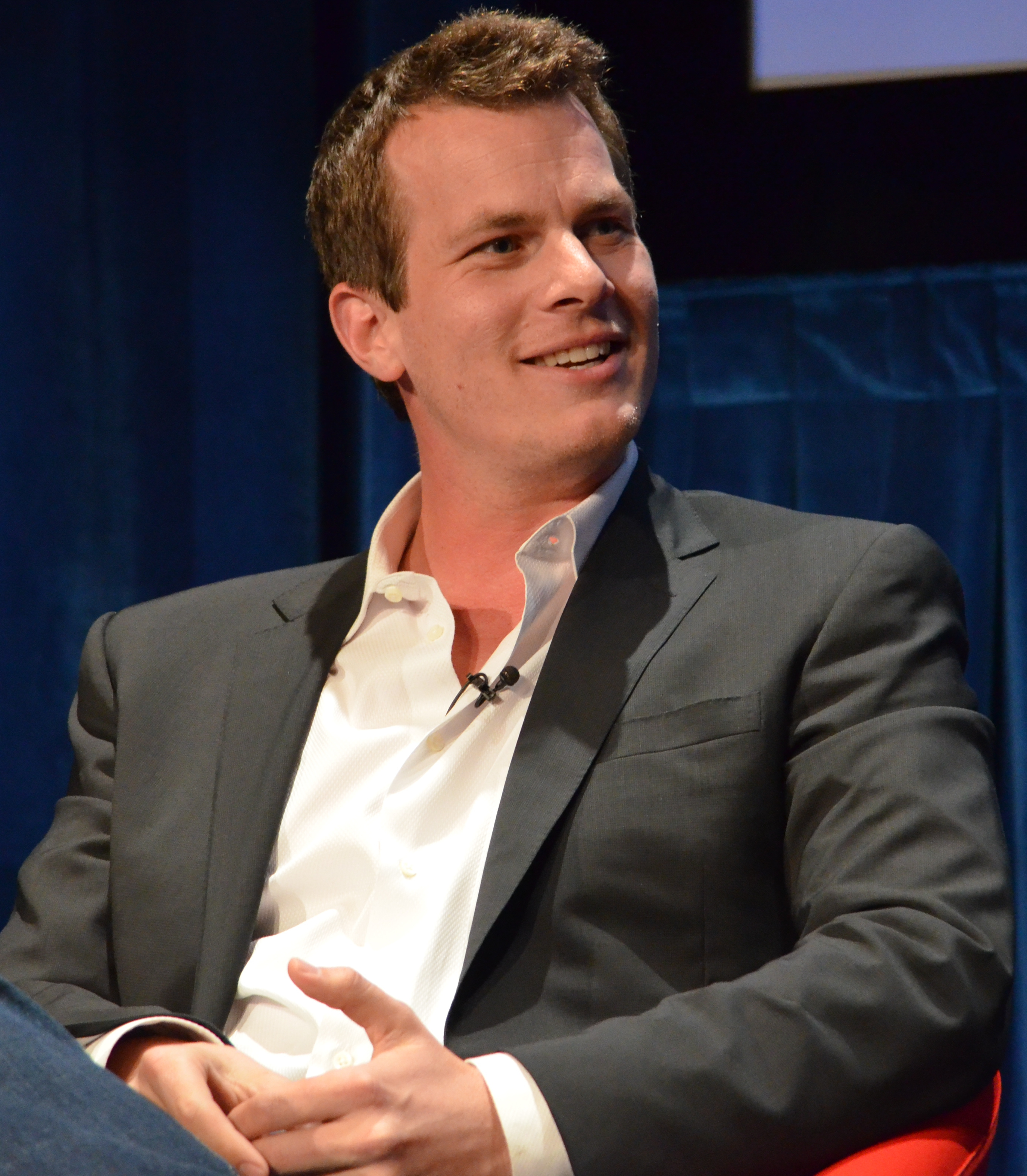
Jonathan Nolan ha scritto, insieme al fratello, la sceneggiatura

Il 9 febbraio 2010 è stato annunciato che Nolan aveva deciso di lavorare al sequel de Il cavaliere oscuro e di impegnarsi da lì a poco al progetto. Poco dopo, David S. Goyer ha iniziato a lavorare alla sceneggiatura assieme a Jonathan Nolan, e quando è stato intervistato sui possibili villain del film, ha risposto che negli oltre settant'anni di storie di Batman non mancavano avversari interessanti per un terzo capitolo. Goyer avrebbe lasciato il progetto in fase di pre-produzione per iniziare a lavorare su L'uomo d'acciaio, mentre Jonathan Nolan ha continuato a lavorare su una prima stesura della sceneggiatura, basata sul soggetto elaborato da suo fratello e dallo stesso Goyer.
Il regista ha dichiarato che la prima bozza di copione ultimata dal fratello si aggirava sulle 400 pagine, ed era colma di eventi e personaggi, in una struttura narrativa che si rifaceva vagamente al romanzo Racconto di due città di Charles Dickens; passata nelle sue mani l'ultima bozza del fratello, Nolan ha revisionato la sceneggiatura, ponendo ulteriore enfasi sul dramma e la portata emotiva della storia conclusiva, dopodiché l'ha consegnata alla Warner nel dicembre 2010.
La trama del film è ispirata all'arco narrativo Batman: Knightfall del 1993 e al suo prologo Batman: La vendetta di Bane, storie in cui esordisce il villain scelto per il film. Altre influenze importanti sono la miniserie Il ritorno del cavaliere oscuro (1986), in cui Batman torna a Gotham City dopo un'assenza di dieci anni e all'arco Batman: Terra di nessuno (1999), che raffigura una Gotham City dissestata da un tremendo cataclisma e invasa da bande criminali. Nolan ha negato il ritorno del personaggio di Joker, interpretato nel precedente film dal prematuramente scomparso Heath Ledger, asserendo che «non si sentirebbe a suo agio» a parlarne.

### Tecniche e fotografia
Nonostante le molte uscite cinematografiche del 2010 in 3-D, il regista Christopher Nolan si è sempre detto poco interessato a tale tecnologia, ed aveva convinto la Warner Bros. a non impiegarla per il film preferendo le riprese in IMAX, sia per mantenere coerenza con gli episodi precedenti sia per mantenere intimità nel trattare personaggi così iconici e fuori dal comune come Batman. Il direttore della fotografia Wally Pfister aveva inoltre espresso il desiderio di girare l'intero film in IMAX, tecnica già largamente impiegata per Il cavaliere oscuro. Pfister ha sottolineato che la sequenza d'apertura del film è «impressionante».

### Riprese e location
Durante la ricerca delle location nel dicembre 2010, Nolan è partito da luoghi come Jodhpur in India, città in cui è ubicata l'antica prigione situata in un profondo pozzo (nel quale Bruce Wayne viene esiliato da Bane), Romania e Michigan. Secondo il Romania Insider, Nolan era interessato al centro storico di Bucarest, Edgar Quinet Street, il Palazzo del Parlamento, e la miniera di sale di Turda. L'inizio delle riprese è stato fissato per aprile 2011.

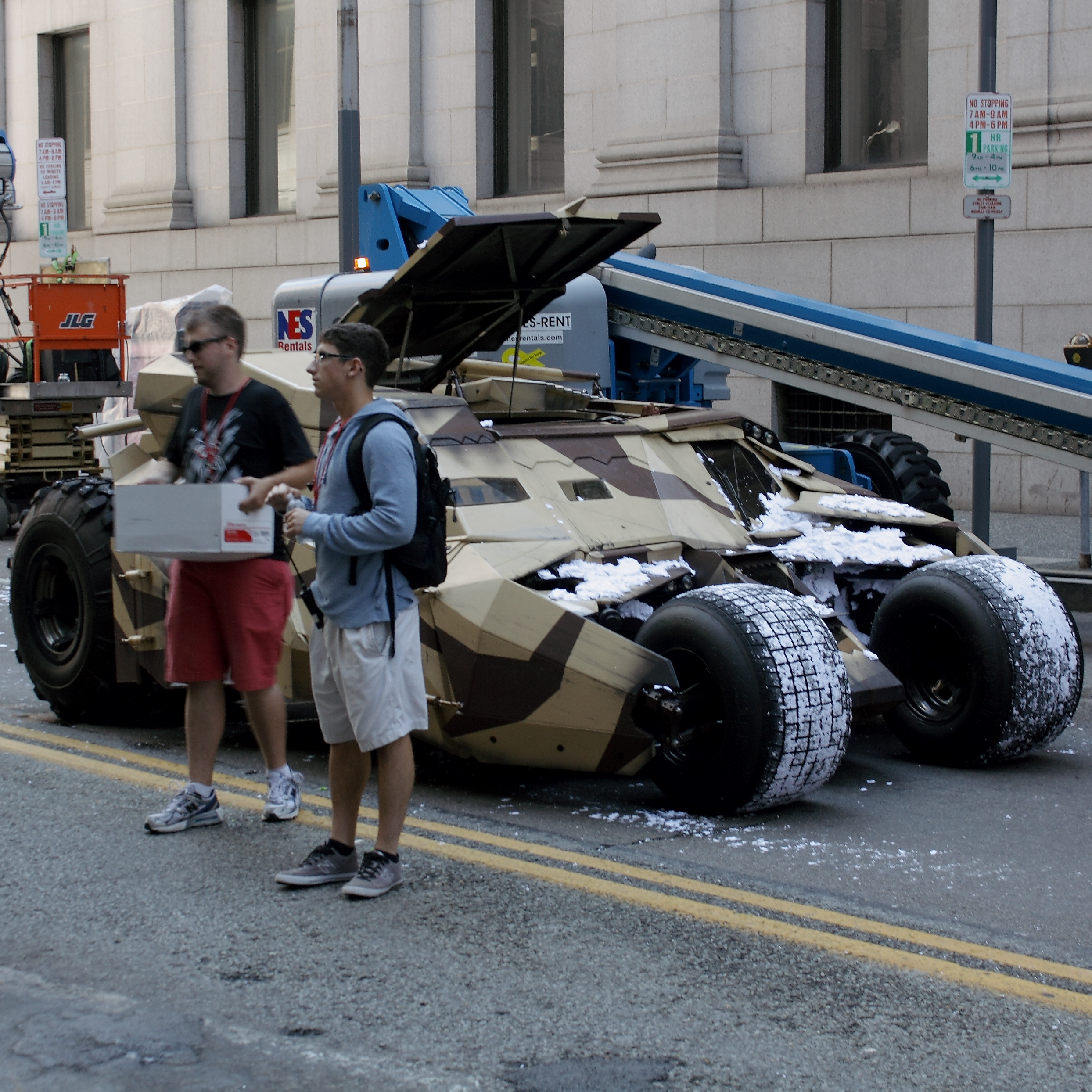
La tumbler sul set del film a Pittsburgh, Pennsylvania.

Alcune riprese si sono svolte a New York, ma per eseguirle sono state segnalate come riprese per Magnus Rex e Fox Hills Green, due titoli inventati al fine di non attirare troppo l'attenzione; altre riprese si sono svolte a Newark, nel New Jersey.
A giugno sono state girate alcune scene presso gli uffici Delta Point di Croydon, un borgo di Londra. Sempre a Londra si sono svolte le riprese per gli interni di Villa Wayne, ad Osterley Park.

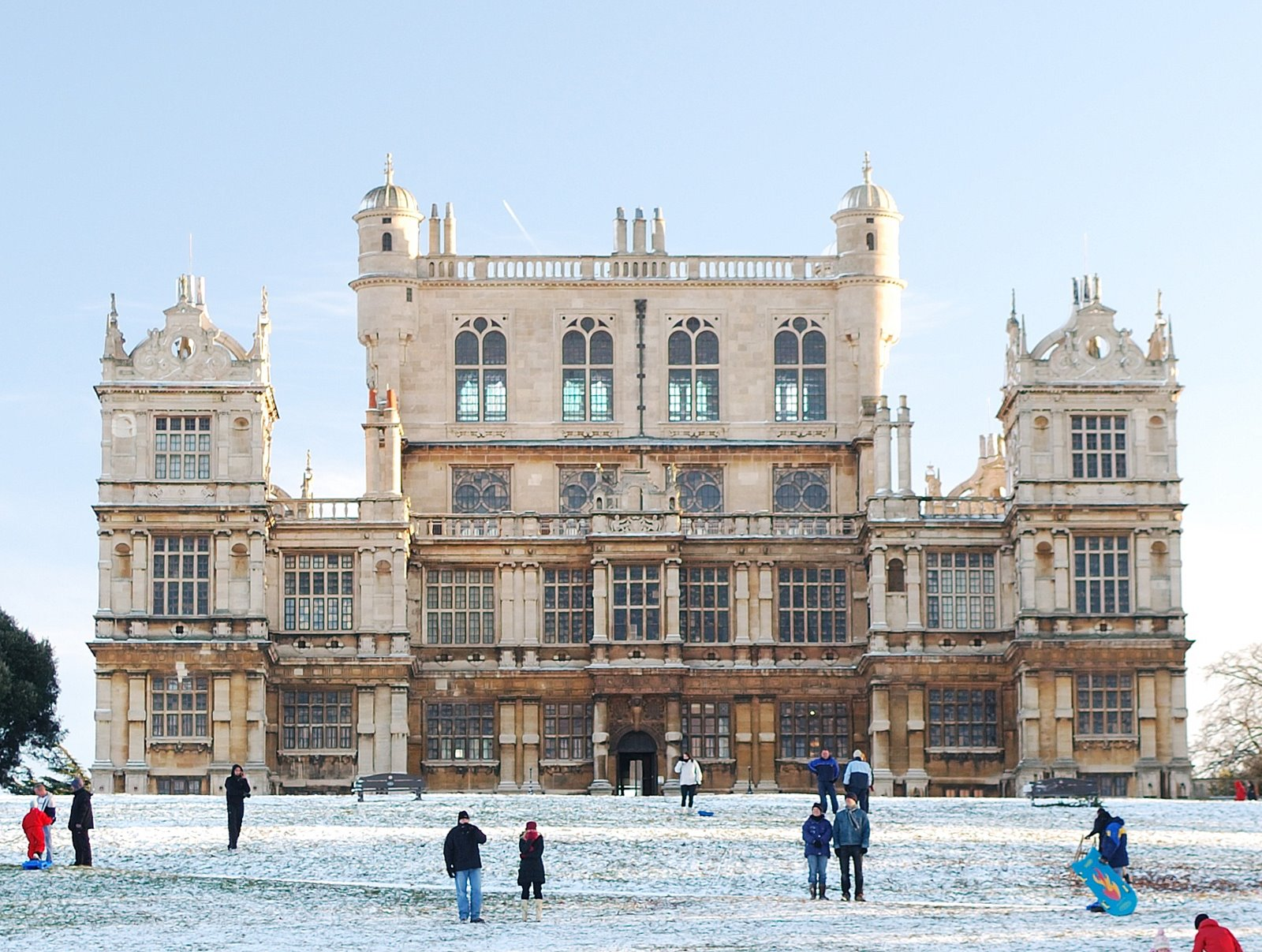
Wollaton Hall nel 2010

Il set degli esterni per Villa Wayne è stato allestito tra il 20 giugno e il 6 luglio a Wollaton Hall, presso Nottingham, un edificio molto simile a Mentmore Towers, utilizzato come Villa Wayne in Batman Begins. Nel corso delle riprese, un camion ha sfondato alcune delle pareti dell'edificio, senza però provocare feriti o danni gravi. Ad inizio luglio sono state effettuate le riprese di numerosi paracadutisti che si sono lanciati da un jet presso il Cairngorm Gliding Club di Feshie Bridge, scena nella quale uno stuntman è atterrato da 8000 ft (2856 m) senza paracadute restando però illeso. Presso l'aeroporto di Inverness venivano invece registrate le sequenze con l'aereo militare C130 Hercules, il 12 luglio sono state girate le sequenze d'azione presso Cardington.
Il 5 agosto si sono tenute le riprese della sfida sportiva tra Gotham Rogues e Rapid City Monuments, scena che ha richiesto l'ingaggio di 3000 comparse.
Durante le riprese a Pittsburgh, la controfigura di Anne Hathaway si è schiantata contro una telecamera IMAX mentre girava una scena alla guida del Batpod; l'incidente non ha coinvolto nessun membro della produzione e nessun estraneo, ma la macchina da presa colpita è andata distrutta. Sempre a Pittsburgh, il Batwing ha preso in pieno un palo della luce mentre era in movimento per le strade della città.

### Design

#### Costumi

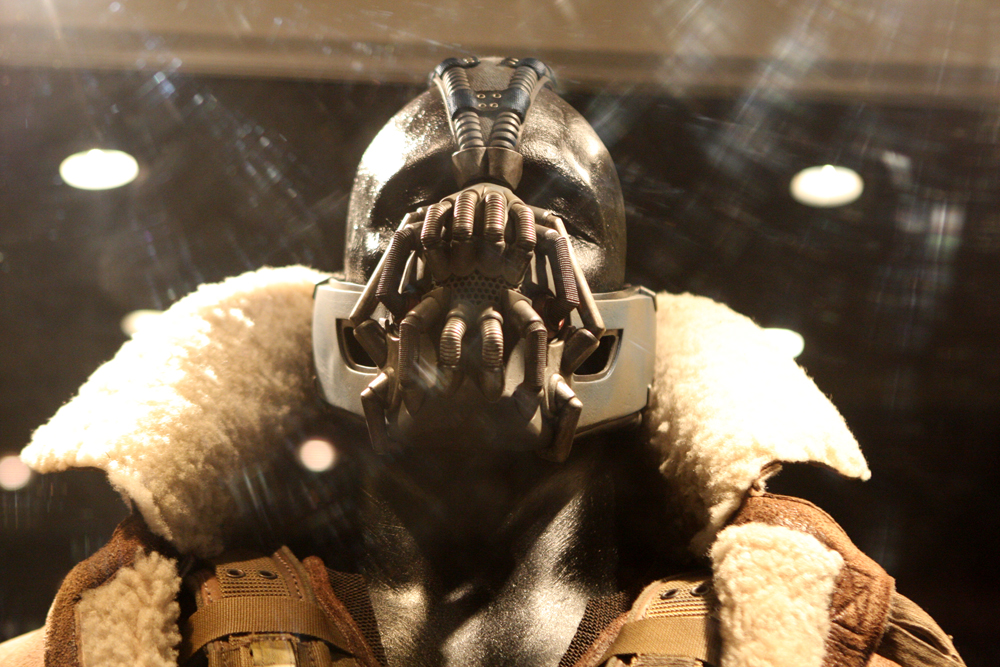
La maschera di Bane.

La costumista Lindy Hemming ha spiegato che Bane utilizza una maschera per inalare un gas analgesico che, secondo il regista Christopher Nolan, "ha la funzione di mantenere il dolore appena al di sotto della soglia". Nella progettazione del costume di Bane, Hemming voleva rappresentarlo "come un insieme di tutti i pezzi che ha portato con sé da luoghi molto remoti. Alcune parti della giacca, sono prese da frammenti di una vecchia tenda militare. I suoi vestiti sono militari, ma non sono in alcun modo un'uniforme". Hemming ha anche progettato la maschera di Bane in modo che sembrasse "animalistica". Il supervisore dei costumi Graham Churchyard ha creato un modello tridimensionale del volto e del cranio di Tom Hardy per disegnare la maschera, permettendo alla maschera di adattarsi perfettamente ai contorni del volto di Hardy. Hemming ha disegnato personalmente il cappotto di Bane e ha impiegato due anni per completarlo. Prendendo ispirazione da giacche dell'esercito svedese e della Rivoluzione Francese, è stato progettato per far assomigliare Bane ad un dittatore e rivoluzionario. Il disegno è stato difficile perché Lindy Hemming ha cercato di trovare un sarto a Los Angeles che potesse fare lo shearling.
Il batcostume era costituito da 110 pezzi separati, ognuno dei quali doveva essere replicato decine di volte nel corso della produzione. Lo strato di base è stato fatto di una maglia di poliestere che viene utilizzata dai militari e dai praticanti di sport high-tech a causa della sua traspirabilità e delle proprietà di assorbimento dell'umidità. Pezzi stampati di uretano flessibile sono stati poi fissati alla maglia, per formare la placcatura dell'armatura. Pannelli in fibra di carbonio sono stati collocati all'interno delle sezioni sulle gambe, sul torace e sull'addome. Il cappuccio è stato scolpito da un calco del viso di Bale per aderire perfettamente al suo volto. Il vestito non ha subito cambiamenti dal film precedente.
Nella creazione del costume di Selina Kyle, sono stati utilizzati due strati di materiale, con lo strato esterno in spandex ricoperto di poliuretano. Il costume era costituito anche da guanti a gomito, una cintura e stivali alti fino alla coscia con tacchi a spillo.

#### Veicoli

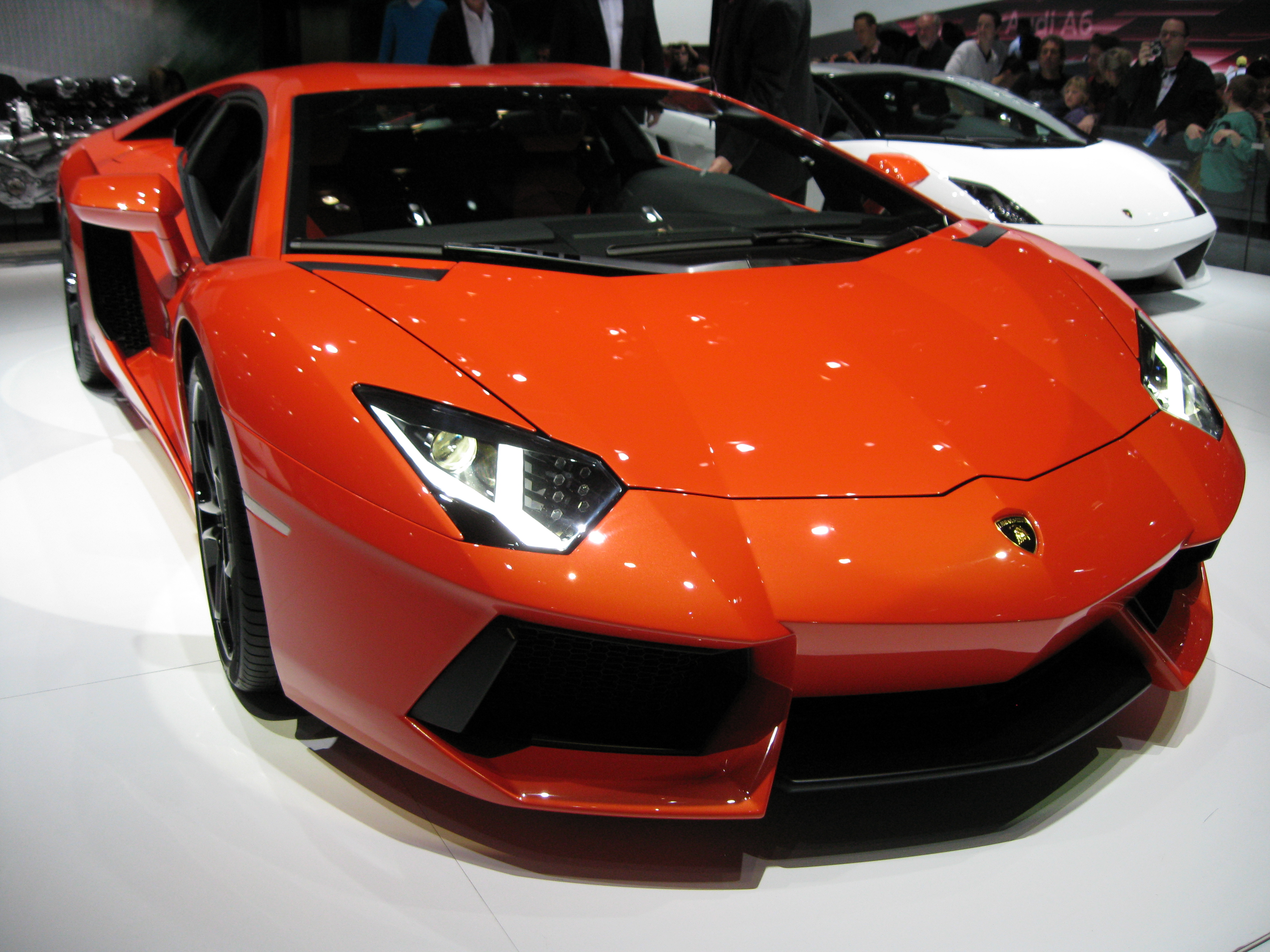
Una Lamborghini Aventador

Il personaggio di Bruce Wayne guida una Aventador LP700-4 color argento, impiegata durante le riprese a Wollaton Hall; in Batman Begins venne scelta una Murciélago ("pipistrello" in lingua spagnola), mentre ne Il cavaliere oscuro Wayne usava una Murciélago LP640, tutti veicoli Lamborghini. Come nei capitoli precedenti, è presente la Tumbler.

### Effetti speciali
Incaricato della supervisione agli effetti speciali digitali è Paul J. Franklin, già collaboratore di Nolan e candidato ai premi Oscar per il suo lavoro in Inception (premiato con la statuetta) e Il cavaliere oscuro. Il responsabile degli effetti speciali meccanici invece è Chris Corbould, anch'egli collaboratore abituale di Nolan e vincitore dell'oscar per gli effetti speciali di Inception.

## Colonna sonora
(Hans Zimmer a proposito della collaborazione con Christopher Nolan)
Hans Zimmer, già autore della colonna sonora dei due capitoli precedenti, ha sottolineato come Nolan gli offra libertà creativa, e lo incoraggi ad osare. Per questa colonna sonora, che vorrebbe maggiormente epica, si è preparato ascoltando Giuseppe Verdi ed Alison Goldfrapp. La colonna sonora è in vendita dal 17 luglio 2012, dopo essere stata resa disponibile in streaming dal 10 luglio. All'interno dell'edizione CD è presente un codice per scaricare tre tracce bonus intitolate "Bombers Over Ibiza - Junkie XL Remix", "No Stone Unturned", e "Risen From Darkness." Invece, per l'edizione digitale, sono disponibili due tracce bonus: "The Shadows Betray You" e "The End".
Non appare tra le tracce della colonna sonora, ma nella scena del ballo tra Bruce Wayne e Selina Kyle, la musica è di Ravel "Pavane pour une infante défunte".

## Promozione

### Campagna virale

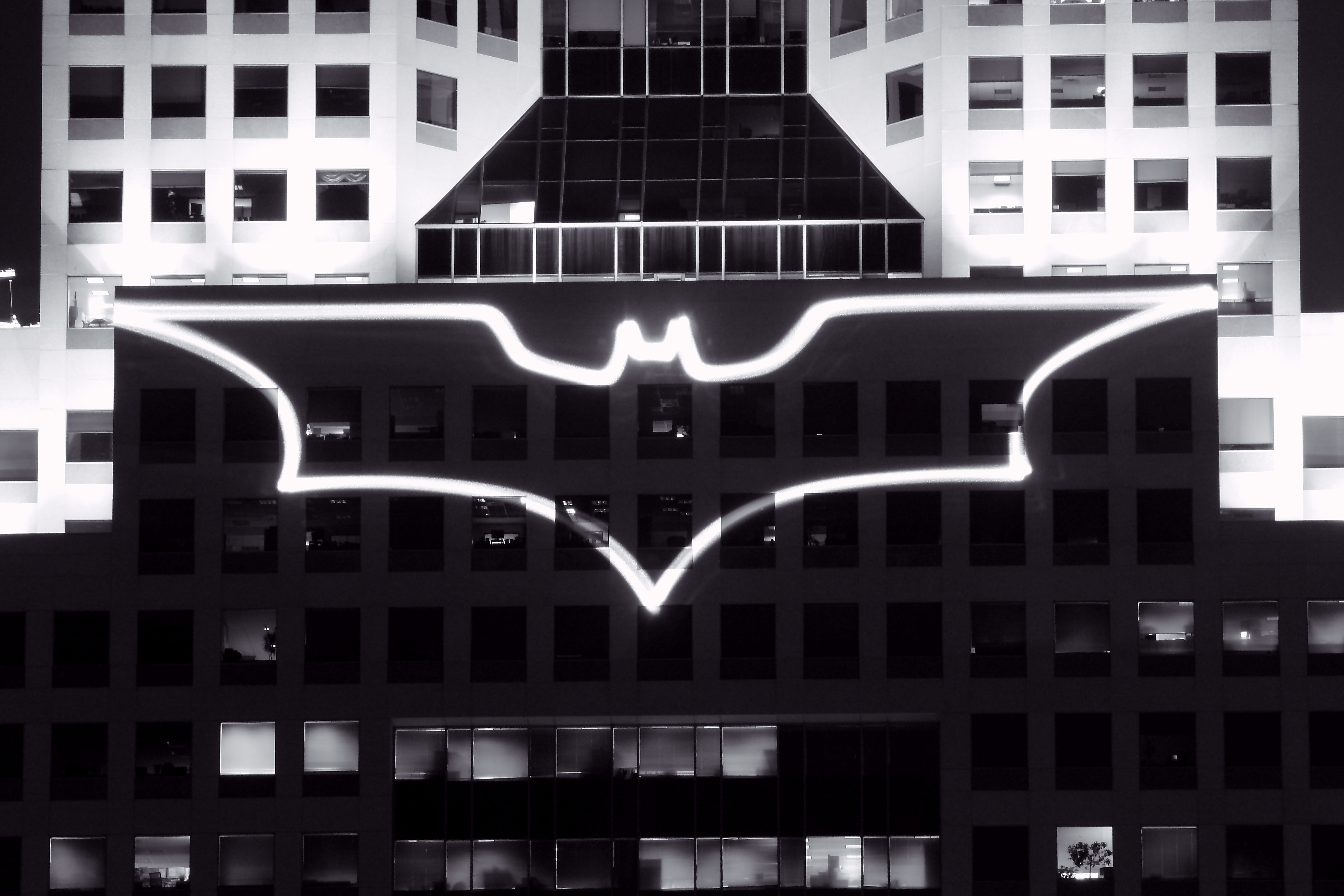
Il batsegnale proiettato contro il Fifth Avenue Place a Pittsburgh.

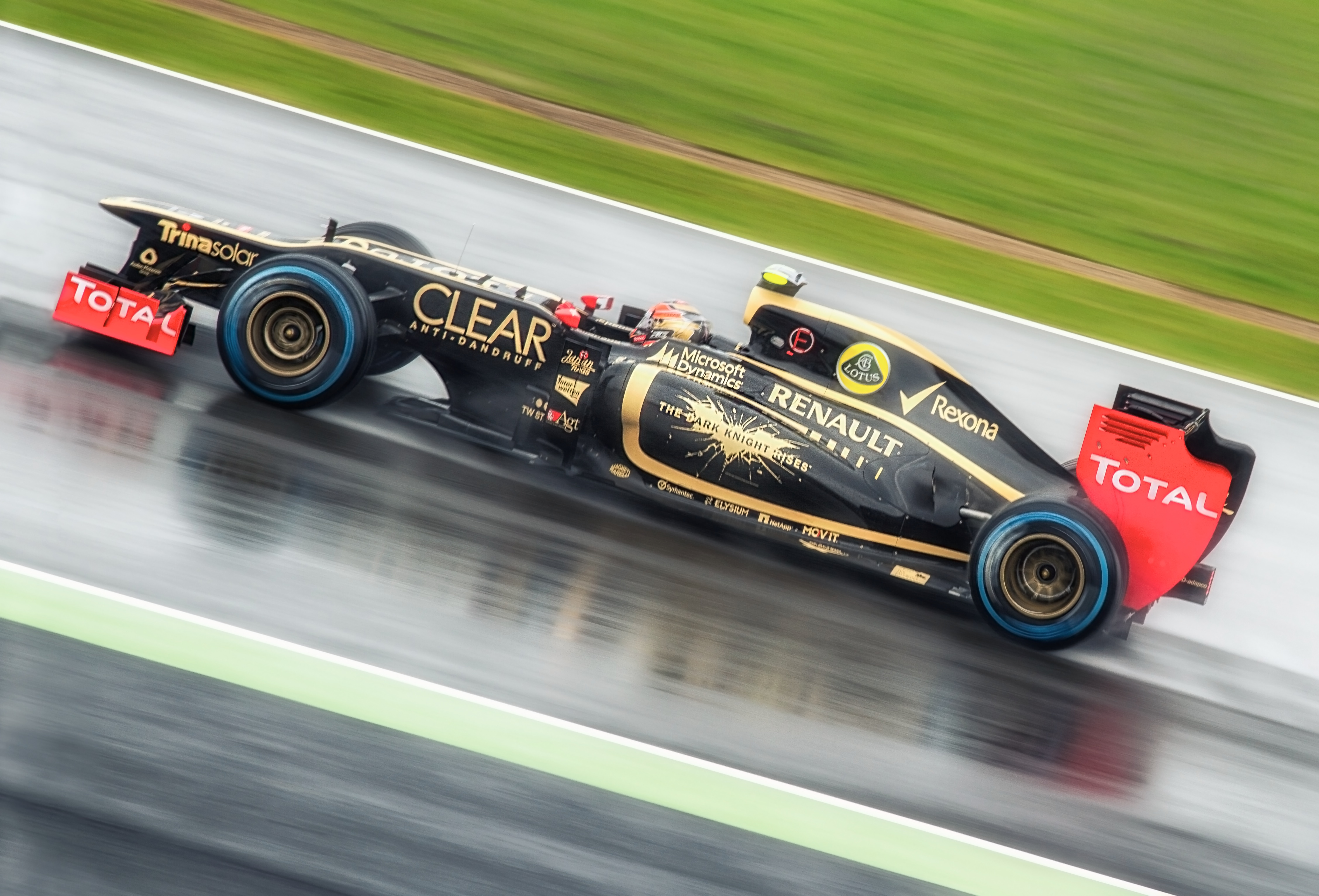
La Lotus F1 con una livrea speciale per promuovere il film al Gran Premio di Gran Bretagna 2012.

Come già accaduto per Il cavaliere oscuro, anche per Il cavaliere oscuro - Il ritorno Warner Bros. ha organizzato una campagna virale. L'operazione è iniziata nel maggio 2011, quando alcuni fan hanno riscontrato che il sottofondo musicale presente nel sito web ufficiale del film (TheDarkKnightRises.com) rimandava ad un account Twitter (@TheFireRises), che a sua volta permetteva di scoprire la prima immagine ufficiale della pellicola, ossia Tom Hardy nei panni di Bane. Nel dicembre successivo, attraverso la decodifica di alcune coordinate sul sito OperationEarlyBird.com, ad alcuni fan è stato possibile visionare i primi minuti del film in esclusiva in una sala IMAX. Nel frattempo, emergono alcuni finti bollettini della CIA dedicati a Leonid Pavel, scienziato russo sul cui account Twitter (@LeonidPavel) si poteva arguire che fosse in fuga, mentre alcune testate giornalistiche ricevono un pacco contenente magliette con il logo The Fire Rises ed una "mappa del colpo di Bane" (Bane's Strike Map) di Gotham City.
Alla fine di aprile un nuovo gioco virale è stato lanciato all'indirizzo tdkr07202012.com.

### Trailer e locandine
La prima locandina ufficiale, con l'immagine dei palazzi di Gotham City che cadono a pezzi la cui apertura al cielo crea il logo del pipistrello, è stata pubblicata sul sito web ufficiale il 12 luglio 2011.
Il primo teaser trailer di un minuto e 33 secondi è stato distribuito online il 18 luglio 2011 e proiettato nelle sale statunitensi prima dell'inizio del film Harry Potter e i Doni della Morte - Parte 2. Il secondo trailer, della durata di due minuti, è stato distribuito online il 19 dicembre. Proprio quest'ultimo trailer, nel quale compare per la prima volta la figura di Bane, ha destato molte critiche tra gli spettatori anglosassoni: il villain indossa infatti una maschera che rendeva estremamente difficile comprenderne le parole. Se la Warner Bros. sembrava intenzionata a soddisfare le esigenze degli spettatori, auspicando una "pulizia" della voce del personaggio, Nolan si è detto invece irremovibile: il compromesso è stato raggiunto abbassando i rumori di fondo, così da rendere più chiara la voce di Bane.
Un terzo trailer del film è stato diffuso dalla Warner Bros. il 1º maggio.

## Distribuzione

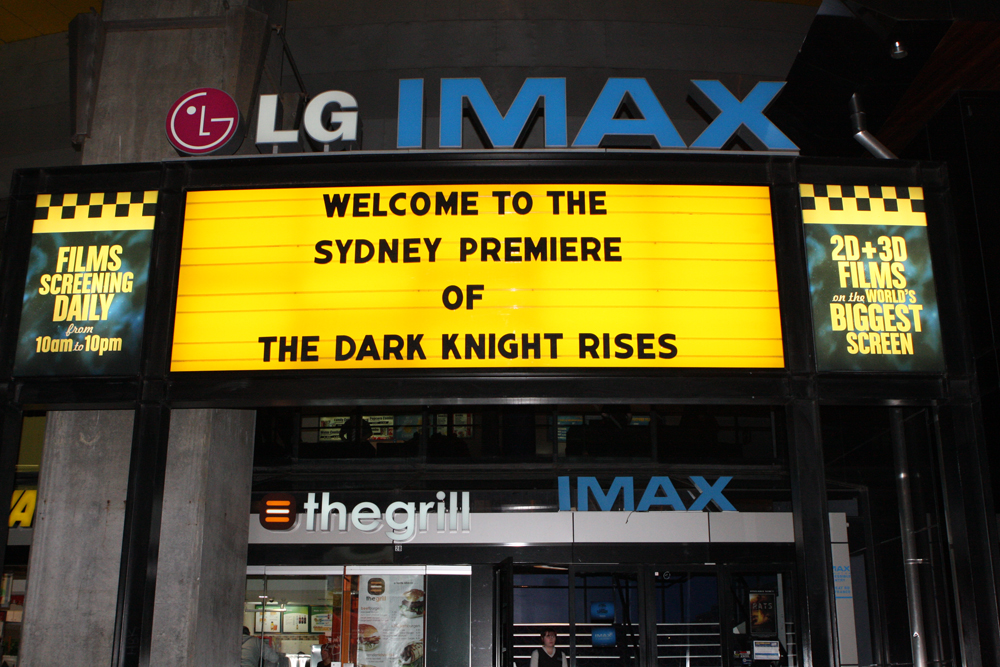
Insegna del film in un cinema IMAX a Sydney.

Il film è stato distribuito nelle sale dalla Warner Bros.: in Australia e Nuova Zelanda il 19 luglio 2012; nelle sale nordamericane e britanniche il 20 luglio 2012, con una proiezione speciale in IMAX il 6 luglio per più di un centinaio di giornalisti e critici (poi rimandata al giorno seguente per problemi di sincronizzazione tra il suono e l'immagine), seguita da un'anteprima il 16 luglio presso l'AMC Lincoln Square Theater di New York, e dall'anteprima europea il 18 luglio a Leicester Square a Londra. In Italia è stato distribuito il 29 agosto, con anteprima il 21.

### Edizione italiana
L'edizione italiana del film è curata dalla CDC Sefit Group di Roma, con il doppio ruolo di adattamento dialoghi e direzione del doppiaggio affidato a Marco Mete, già direttore dei primi due film della trilogia e dialoghista del secondo. I doppiatori del film precedente sono stati riconfermati tutti a parte quello di Lucius Fox, doppiato questa volta da Ugo Maria Morosi invece che da Renato Mori (non più attivo per problemi di salute).

### Edizioni home video

#### Blu-ray e DVD
Il film è stato pubblicato il 28 novembre 2012 a Hong Kong e in Nuova Zelanda. Il 3 dicembre, è stato rilasciato nel Regno Unito, e il 4 dicembre, è stato rilasciato negli Stati Uniti e in Italia. È disponibile in Blu-ray e DVD in download digitale. In concomitanza con l'uscita di questo film, è uscito un box set della trilogia del cavaliere oscuro.

## Accoglienza

### Incassi
Il film, comprese le successive riedizioni, ha incassato 448149584 $ in Nordamerica e 666805703 $ nel resto del mondo, per un totale di 1114975066 $, divenendo il secondo film della serie di film di Batman a superare 1 miliardo di dollari, il terzo maggior incasso del 2012, il settimo di tutti i tempi per un film basato su un fumetto e il secondo incasso più alto di sempre per un film della DC. È anche il 36º film con maggiori incassi nella storia del cinema.

### Critica
Il film ha ricevuto recensioni di acclamazione da parte della critica. A colpire in particolare sono state regia, sceneggiatura, sequenze d'azione, colonna sonora e profondità emotiva. Molti lo hanno definito uno dei migliori film del 2012 e del decennio 2010/2019, ed uno dei migliori film di supereroi mai realizzati,    nonché uno dei migliori film di tutti i tempi.
Sull'aggregatore di recensioni Rotten Tomatoes il film ha una percentuale di approvazione dell'87% basata su 382 recensioni, e una valutazione media di 8.0/10. Il consenso critico del sito web recita: "Il cavaliere oscuro - Il ritorno è un film d'azione ambizioso, ponderato e potente che conclude il franchise di Christopher Nolan in modo spettacolare." Metacritic ha assegnato al film un punteggio medio ponderato di 78 su 100, basato su 45 critici.
Il Daily Telegraph ha assegnato al film un punteggio massimo di cinque stelle, affermando che si tratta di "un film di supereroi senza un supereroe", lodando la performance di Tom Hardy, nonché l'intricata trama e narrativa del film. Kenneth Turan del Los Angeles Times pensava che il film fosse "potente, persuasivo e ipnotico" e che fosse "più di un eccezionale film di supereroi, è un film magistrale sotto ogni punto di vista". Roger Ebert del Chicago Sun-Times ha dato al film tre stelle su quattro, affermando che "il film inizia lentamente con una trama oscura e troppi nuovi personaggi, ma raggiunge un climax sensazionale." È stato selezionato tra i migliori 10 film del 2012 secondo l'American Film Institute.
Tom Charity della CNN ha affermato che il film è una "conclusione deludente, goffa e ampollosa di una serie superiore" e lo ha definito il peggior film di Nolan. Anthony Lane di The New Yorker afferma che "la storia è densa, troppo lunga e costellata di riferimenti che avranno senso solo per coloro che sono intimi con le precedenti escursioni di Nolan".

### Retaggio
Il film è stato considerato influente. Il Daily Telegraph lo annovera tra i più grandi di tutti i tempi. Nel 2014, Empire Magazine ha classificato Il cavaliere oscuro - Il ritorno come il 72° miglior film mai realizzato nella sua lista dei "301 migliori film di tutti i tempi", votata dai lettori della rivista. È stato votato come l'ottavo miglior film di supereroi secondo un sondaggio condotto da Virgin Media su 1.000 adulti britannici nel 2018. Total Film lo ha nominato il 48° miglior film degli anni 2010. Den of Geek lo ha classificato al 61° posto nella sua lista dei migliori film del decennio. I critici cinematografici Richard Roeper e Roe Conn del Chicago Sun-Times, per il loro podcast "Best Movies of the Decade", hanno inserito Il cavaliere oscuro - Il ritorno tra i migliori film d'azione del decennio. Nel 2019, in un sondaggio organizzato da LADbible, Il cavaliere oscuro - Il ritorno è stato votato il miglior film del decennio 2010-2019. Robbie Collin del Daily Telegraph lo ha spesso inserito al primo posto nella sua lista annuale dei 25 migliori film di supereroi. Bane è stato considerato uno dei migliori cattivi cinematografici di tutti i tempi   . L'interpretazione di Marion Cotillard è stata elogiata ed è considerata una delle migliori cattive femminili del cinema   .

## Riconoscimenti
- 2013 - Premio BAFTA
  - Candidatura Migliori effetti speciali
- 2013 - Screen Actors Guild Awards[161]
  - Candidatura Miglior Performance di un Insieme di Stunts in un film
- 2013 - Saturn Award
  - Miglior attrice non protagonista a Anne Hathaway
  - Candidatura Miglior film d'azione/avventura
  - Candidatura Miglior attore a Christian Bale
  - Candidatura Miglior attore non protagonista a Joseph Gordon-Levitt
  - Candidatura Miglior regia a Christopher Nolan
  - Candidatura Miglior colonna sonora a Hans Zimmer
- 2013 - American Film Institute Awards
  - Film dell'anno
- 2013 - EDA Female Focus Award
  - Candidatura Miglior picchiaduro femminile in un film d'azione a Anne Hathaway
- 2013 - Excellence in Production Design Award
  - Candidatura Migliori team scenografico in un film fantasy
- 2013 - ASCAP Award
  - Film al top del box office a Hans Zimmer
- 2013 - BMI Film & TV Award
  - Miglior colonna sonora a Hans Zimmer
- 2013 - Critics' Choice Awards[162]
  - Candidatura Migliori effetti speciali
- 2013 - CinEuphoria Awards
  - Candidatura Miglior attore non protagonista internazionale a Joseph Gordon-Levitt
  - Candidatura Miglior attrice non protagonista internazionale a Anne Hathaway
  - Candidatura Miglior colonna sonora originale a Hans Zimmer
- 2013 - Empire Awards
  - Candidatura Miglior film
  - Candidatura Miglior attrice a Anne Hathaway
  - Candidatura Miglior regista a Christopher Nolan
- 2012 - Golden Schmoes Awards
  - Personaggio più alla moda dell'anno a Bane
  - Poster preferito di un film dell'anno
  - Miglior trailer dell'anno
  - Candidatura Miglior regista dell'anno a Christopher Nolan
  - Candidatura Film preferito dell'anno
  - Candidatura Film più sopravvalutato dell'anno
  - Candidatura Migliori effetti speciali dell'anno
  - Candidatura Maggior delusione dell'anno
  - Candidatura Miglior attrice dell'anno a Anne Hathaway
  - Candidatura Miglior colonna sonora in un film
  - Candidatura Miglior DVD/Blu-Ray dell'anno
  - Candidatura Miglior sequenza d'azione dell'anno (Batman vs. Bane nel tunnel)
  - Candidatura Miglior T&A dell'anno a Anne Hathaway
- 2013 - Golden Schmoes Awards
  - Miglior collezione DVD/Blu-Ray (Trilogia del cavaliere oscuro)

- 2012 - Golden Trailer Awards[163]
  - Miglior Blockbuster trailer estivo 2012
  - Miglior poster internazionale
  - Miglior Blockbuster poster estivo 2012
- 2013 - Grammy Awards[164]
  - Candidatura Miglior colonna sonora a Hans Zimmer
- 2012 - Hollywood Film Festival
  - Miglior fotografia a Wally Pfister
- 2013 - IGN Summer Movie Awards
  - Miglior film Blu-Ray
- 2013 - Kids' Choice Awards
  - Candidatura Miglior picchiaduro femminile a Anne Hathaway
- 2012 - Los Angeles Film Critics Association Awards[165]
  - Candidatura Miglior attrice non protagonista a Anne Hathaway
- 2013 - MTV Movie & TV Awards
  - Candidatura Miglior film
  - Candidatura Miglior performance senza maglietta a Christian Bale
  - Candidatura Miglior combattimento (Christian Bale vs. Tom Hardy)
  - Candidatura Miglior cattivo a Marion Cotillard
  - Candidatura Miglior cattivo a Tom Hardy
  - Candidatura Miglior eroe a Christian Bale
  - Candidatura Miglior eroe a Anne Hathaway
- 2013 - People's Choice Awards[166]
  - Candidatura Film d'azione preferito
  - Candidatura Volto dell'eroismo preferito a Anne Hathaway
  - Candidatura Film preferito
  - Candidatura Franchise preferito (Trilogia del cavaliere oscuro)
  - Candidatura Miglior supereroe a Christian Bale
- 2012 - Phoenix Film Critics Society Awards[167]
  - Candidatura Miglior montaggio a Lee Smith
  - Candidatura Migliori stunt-men
- 2012 - Satellite Award[168]
  - Candidatura Migliore scenografia
  - Candidatura Migliori effetti speciali
- 2012 - Southeastern Film Critics Association Awards
  - Candidatura Miglior film
- 2012 - St. Louis Film Critics Association Awards[169][170]
  - Candidatura Miglior sonoro
- 2013 - Central Ohio Film Critics Association Awards
  - Candidatura Attrice dell'anno a Anne Hathaway
- 2024 - Online Film and Television Association (OFTA) Film Hall of Fame[171]
  - Miglior personaggio a Christian Bale

## Altri media

### Videogioco
Gameloft ha sviluppato il videogioco omonimo ispirato al film per Tablet e Smartphone. Il sito IGN ha dato al gioco un voto di 5.5 su 10.

### Romanzo
Il romanzo del film, scritto dall'autore Greg Cox è stato pubblicato da Titan Books assieme al film il 24 luglio 2012.

### Fumetti
Due fumetti digitali, Batman Origins e The Dark Knight Rises: Prologue, sono stati rilasciati esclusivamente per i dispositivi Nokia Lumia. È stata messa in commercio anche un'applicazione del film con trailer, sfondi per desktop, orari del film e quiz su Batman. Edizioni limitate del Lumia 710, Lumia 800 e Lumia 900 sono stati rilasciate con inciso il logo di Batman.

## Casi mediatici
(Christopher Nolan sulla tragedia)
In occasione dell'anteprima di mezzanotte tenutasi a Denver, capitale del Colorado, il 20 luglio 2012, un ragazzo armato, James Holmes di 24 anni, e con il volto coperto da una maschera antigas, ha fatto fuoco sugli spettatori, uccidendo 12 persone e ferendone altre 58. Il ragazzo è stato identificato dalla polizia ed arrestato poco dopo il loro arrivo sulla scena del crimine. I primi rapporti hanno dichiarato che Holmes si è identificato come "Joker", al momento del suo arresto.
Warner Bros. ha annullato a Parigi, Messico e Giappone le anteprime del film, e sospeso la campagna di marketing del film in Finlandia. Diverse reti di trasmissione hanno sospeso gli spot televisivi per il film negli Stati Uniti. Il trailer di Gangster Squad, un altro film della Warner Bros. incluso nella giornata della proiezione de Il cavaliere oscuro - Il ritorno, è stato rimosso in quanto contiene una scena che mostra un gangster sparare con fucili e mitragliatori presso gli spettatori in un cinema.
Il regista Christopher Nolan ha rilasciato una dichiarazione pubblica in cui definisce il gesto "profondamente selvaggio". Altre stelle del film hanno rilasciato dichiarazioni che esprimono le loro condoglianze, mentre Christian Bale è andato a trovare i sopravvissuti.